# Sport Club Corinthians Paulista
Sport Club Corinthians Paulista, comumente referido como Corinthians, ou ainda pelo seu acrônimo SCCP, é um clube poliesportivo brasileiro da cidade de São Paulo, capital do estado de São Paulo. Foi fundado como uma equipe de futebol no dia 1 de setembro de 1910 por um grupo de operários anarco-sindicalistas na região da Ponte Grande, no bairro do Bom Retiro. Seu nome foi inspirado no Corinthian Football Club de Londres, que excursionava pelo Brasil.
Embora tenha atuado em outras modalidades esportivas ao longo dos anos, seu reconhecimento e suas principais conquistas foram alcançados no futebol. O clube é um dos mais bem sucedidos do Brasil e das Américas nos últimos anos. É o terceiro maior campeão nacional, com onze conquistas, ficando atrás somente do Palmeiras (18 conquistas) e Flamengo (16 conquistas). Conquistou dois Mundiais de Clubes da FIFA, uma Copa Libertadores da América de forma invicta, uma Recopa Sul-Americana, sete Campeonatos Brasileiros, três Copas do Brasil, uma Supercopa do Brasil, cinco Torneios Rio-São Paulo (recordista, ao lado de Palmeiras e Santos), 31 Campeonatos Paulistas (atual recordista) e uma Copa Bandeirantes (único vencedor). Também é o maior campeão da Copa São Paulo de Futebol Júnior, a maior competição de base do futebol brasileiro, com 11 conquistas.  
Suas cores tradicionais são o branco e o preto. Desde 2014, manda suas partidas de futebol na Neo Química Arena. Seus rivais históricos são o Palmeiras, com quem disputa o Derby Paulista; o São Paulo, com quem disputa o Majestoso; e o Santos, com quem disputa o Clássico Alvinegro. Sua torcida é conhecida como "Fiel" e seus torcedores são estimados em aproximadamente 41 milhões espalhados por todo o Brasil e pelo mundo, atrás nacionalmente somente do carioca Flamengo. a sua torcida é considerada também uma das maiores torcidas do mundo.
De modalidades esportivas importantes ao longo da história corintiana, destacam-se o basquete, onde o clube desfrutou de relativo sucesso, especialmente durante as décadas de 1950 e 1960, com a conquista de títulos paulistas, brasileiros e até sul-americanos, a natação que rendeu quatro conquistas do Troféu Brasil de Natação, atual Troféu Maria Lenk, e o futsal, a partir da década de 1970, que rendeu conquistas em torneios estaduais e nacionais. A influência do remo na história do clube modificou o escudo original, que aludia meramente ao futebol, com o acréscimo do par de remos e da âncora como aparecem até os dias de hoje.

## História

### Fundação (1910-1912)

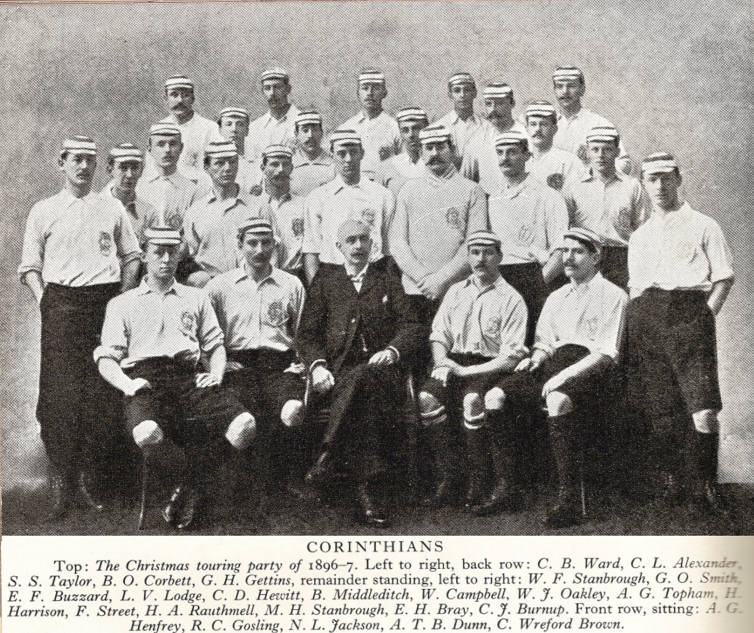
O Corinthian Football Club (em foto do período 1896-1897)

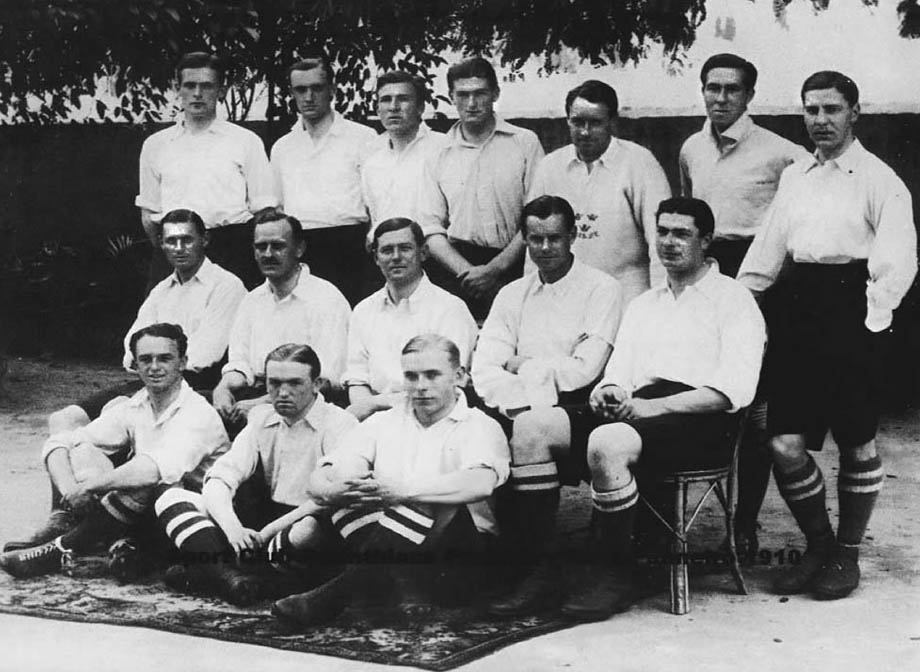
A equipe do Corinthian Football Club que excursionou no Brasil em 1910

Em 1 de setembro de 1910, um grupo de cinco operários (Joaquim Ambrósio, Antônio Pereira, Rafael Perrone, Anselmo Correa e Carlos Silva) do bairro paulistano Bom Retiro, sob a luz de um lampião, às oito e meia da noite, decidiram criar um novo time de futebol, além de mais oito pessoas que contribuíram com 20 mil réis e também foram considerados sócios-fundadores. A ideia surgiu depois de assistirem à atuação do Corinthian FC, equipe inglesa de futebol fundada em 1882, que excursionava pelo Brasil.
Os ingleses eram chamados pela imprensa da época de "Corinthian's Team", mas o time brasileiro só seria batizado "Sport Club Corinthians Paulista" depois de muita discussão e algumas reuniões. O presidente escolhido por eles foi o alfaiate Miguel Battaglia, que já no primeiro momento afirmou, "O Corinthians vai ser o time do povo e o povo é quem vai fazer o time". Da primeira arrecadação de recursos à compra da primeira bola de futebol do clube pouco tempo se passou, na verdade, apenas uma semana. Um terreno alugado na Rua José Paulino foi aplainado e virou campo, e foi lá que, já no dia 14 de setembro, o primeiro treino foi realizado diante de uma plateia entusiasmada que garantiu: "Este veio para ficar". De partida em partida o time foi se tornando famoso, mas era ainda um time de várzea.

### Primeiros títulos (1913-1919)

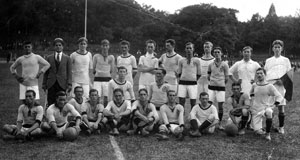
Equipe do Corinthians em 1914, ano em que o clube conquistou seu primeiro título do Campeonato Paulista.

Em 1913, uma dissidência entre três clubes que disputavam o Campeonato Paulista abriu a oportunidade para que clubes de origem popular, conhecidos à época como "varzeanos", disputassem a competição organizada pela LPF, e o Corinthians ganhou o direito de disputar pela primeira vez essa competição após vencer uma seletiva contra o Minas Gerais, representante do bairro do Brás, e o FC São Paulo, do bairro do Bixiga. A estreia corintiana no Campeonato Paulista foi contra o Germânia, no dia 20 de abril de 1913, em duelo que terminou com vitória adversária, pelo placar de 3–1. Nos quatro jogos seguintes, foram três derrotas (para Internacional, Americano e Santos) e um empate (Ypiranga). A primeira vitória ocorreu no dia 7 de setembro, um 2–0 contra o Germânia. Nas três partidas seguintes, mais três empates (com Internacional, Ypiranga e Americano). Ao final do Paulista de 1913, o Corinthians terminou na quarta colocação, com seis pontos ganhos (uma vitória, quatro empates e três derrotas, oito gols a favor e 16 contra). De positivo, o time revelaria dois futuros ídolos: Neco e Amílcar.
A temporada seguinte seria marcante para a história corintiana. Com apenas quatro anos de existência, o time conquistou seu primeiro título, o Campeonato Paulista de 1914 (organizado pela LPF). O Corinthians sagrou-se campeão de forma invicta, com 10 vitórias em 10 partidas, 37 gols marcados e 9 gols sofridos. Com 12 gols, Neco foi o artilheiro da competição. A equipe que conquistou o primeiro título da história corintiana era formada por: Aristides, Fúlvio e Casemiro González; Police, Bianco e César Nunes; Américo, Peres, Amílcar, Apparício e Neco. Ainda naquele ano, o Corinthians realizou sua primeira partida contra uma equipe estrangeira, o Torino. Os italianos venceram por 3–0.

### Duas décadas vitoriosas (1920-1940)

Jogadores do Corinthians, em 1933. Arquivo Nacional.

Nas décadas de 1920 e 1930, o Corinthians firmou-se como uma das equipes mais importantes de São Paulo, rivalizando com o Clube Atlético Paulistano e a Societá Sportiva Palestra Itália (futuro SE Palmeiras). No período, o clube arrematou nove títulos paulistas (sendo três tricampeonatos, feito jamais alcançado por outro clube paulista). Além de Neco, que jogou no clube até 1930, Rato, Del Debbio, Tuffy, Grané, Teleco, Brandão, e Servílio de Jesus despontaram como grandes ídolos do clube no período.

### Tempos de jejum (1941-1950)
Em 1941, o Corinthians novamente conquistou o Campeonato Paulista. O título só não foi de maneira invicta por conta de uma derrota, na última rodada, contra o Palestra Itália. O time era ótimo, e a linha média — Jango, Brandão e Dino — impecável. A festa do título corintiano foi realizada no recém-inaugurado estádio do Pacaembu.
Contudo, nos nove anos seguintes, o Corinthians viveu um jejum de títulos paulistas. Sem conquistas estaduais, o clube do Parque São Jorge consolou-se em levar por quatro vezes a Taça São Paulo (em 1942, 1943, 1947 e 1948) - torneio que reunia os três primeiros colocados do ano anterior. Sem ter a disposição seu poderio técnico dos últimos cinco anos, o Corinthians foi vice-campeão paulista cinco vezes, sendo três delas seguidas, entre 1942 e 1950, numa época de ascensão do São Paulo, liderado pelo atacante Leônidas da Silva, como nova força no futebol paulista.
Mesmo com a contratação de nomes de peso no futebol nacional, como a do zagueiro Domingos da Guia, aos 32 anos, em 1944, ou dos atacantes Milani e Hércules em anos seguintes, o Corinthians amargaria quase uma década sem conquistas importantes. A situação só começaria a mudar a partir de 1949, quando uma nova geração de pratas-da-casa foi conduzida pelo técnico Rato (o mesmo Rato campeão como jogador na década de 1920) ao time principal. Os frutos seriam colhidos na primeira metade da década seguinte.

### Era de Ouro (1951-1960)

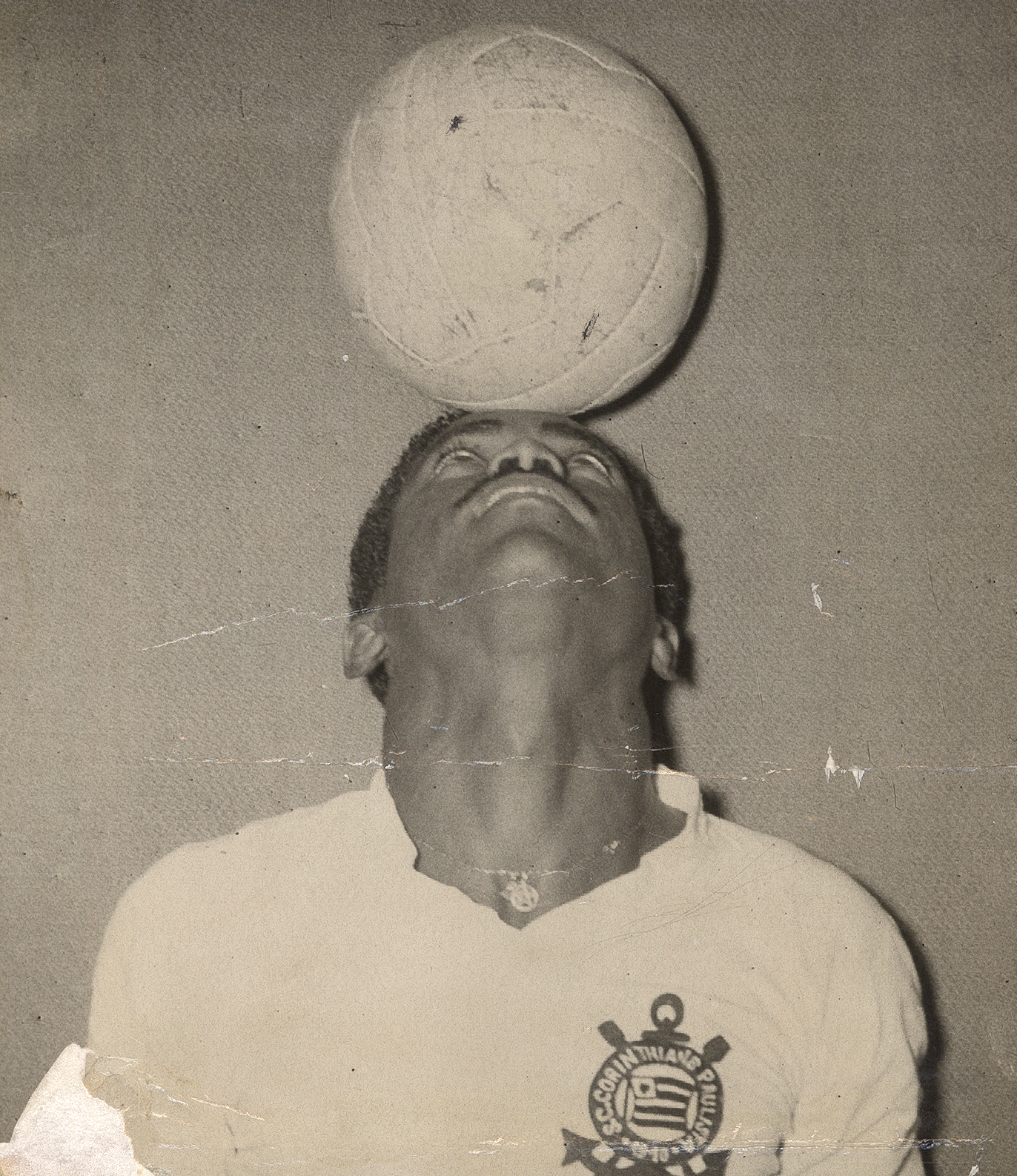
Baltazar, grande artilheiro corinthiano, que tinha a alcunha de Cabecinha de Ouro, por seus gols de cabeça que inspiraram a canção "Gol de Baltazar", popular até os dias de hoje

Após um período sem grandes êxitos futebolísticos, o clube renovou sua equipe para a década de 1950. Jovens formados nas "categorias de base" do Corinthians, como Luizinho, Cabeção, Roberto Belangero e Idário, juntaram-se a jogadores como Baltazar, Carbone, Cláudio e Gilmar, formando um dos melhores times da história corintiana e do Brasil. Essa equipe foi campeã do Campeonato Paulista (1951 e 1952), do Torneio Rio-São Paulo (1950, 1952 e 1953) e da Pequena Taça do Mundo de 1953.
Foi também com essa geração que o clube saiu do Brasil pela primeira vez em sua história, tendo vencido um amistoso no Uruguai contra um combinado local, por 4–1, em junho de 1951. No ano seguinte, o time excursionou pela primeira vez à Europa, com partidas amistosas na Turquia, Suécia, Dinamarca e Finlândia (o saldo foi de nove vitórias, um empate e uma derrota). Sendo vice Campeão Mundial ao perder na final para o Fluminense na Copa Rio Internacional de 1953, o time deixou a disputa do Campeonato Paulista daquele ano, preparando-se para o torneio do ano seguinte, que celebraria o "IV Centenário da Fundação" da cidade de São Paulo. Naquele ano, o clube disputou a Pequena Taça do Mundo, que acabou sendo campeão.

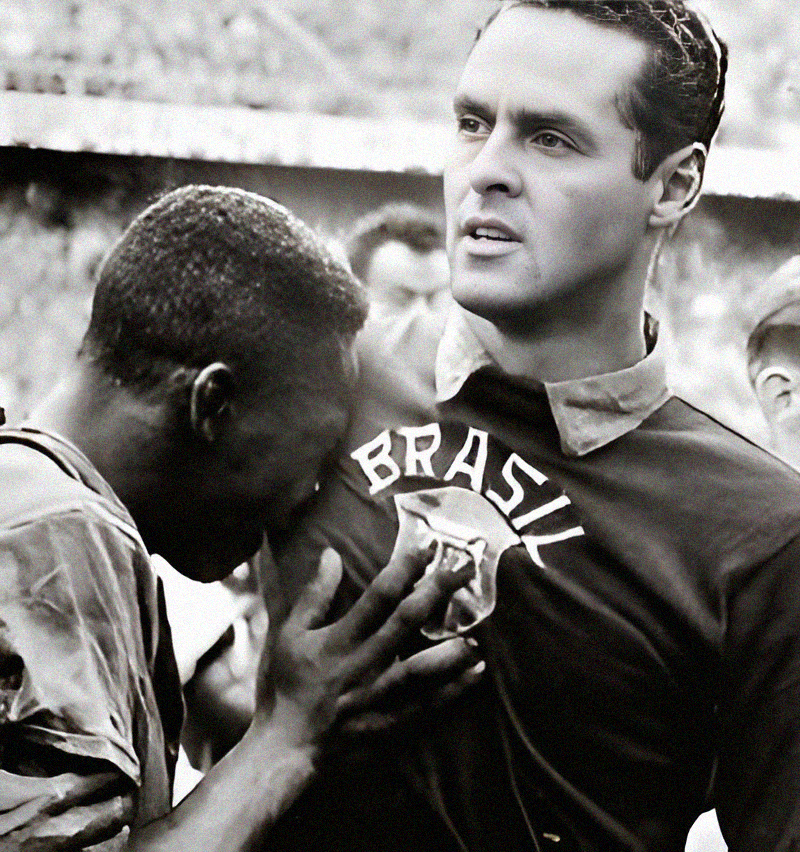
Gilmar, considerado o maior goleiro da história do Corinthians, defendeu o clube durante 10 anos, de 1951 a 1961 (à direita na foto, com Pelé, após a vitoriosa final da Copa do Mundo de 1958).

Em 1954, o Campeonato Paulista daquela temporada despertou grande interesse em todos os clubes e torcedores, porque comemorava o "IV Centenário da Fundação" da cidade de São Paulo. Para a época, era considerado o título paulista mais importante da história. Um empate contra o Palmeiras garantiu a conquista de um dos títulos mais importantes da história alvinegra, que coroou a geração vitoriosa dos anos cinquenta. A década de 1950 ainda marcou internacionalmente o clube. Entre 1951 e 1959, o Corinthians disputou 64 partidas contra equipes estrangeiras, com 47 vitórias, dez empates e apenas sete derrotas. Ficou invicto por 32 jogos, de 1952 e 1954.
No final da década de 1950, assumiu a presidência do clube por voto direto dos associados Vicente Matheus, que comandou o Corinthians durante oito mandatos.

### Jejum e a era Rivellino (1961-1975)

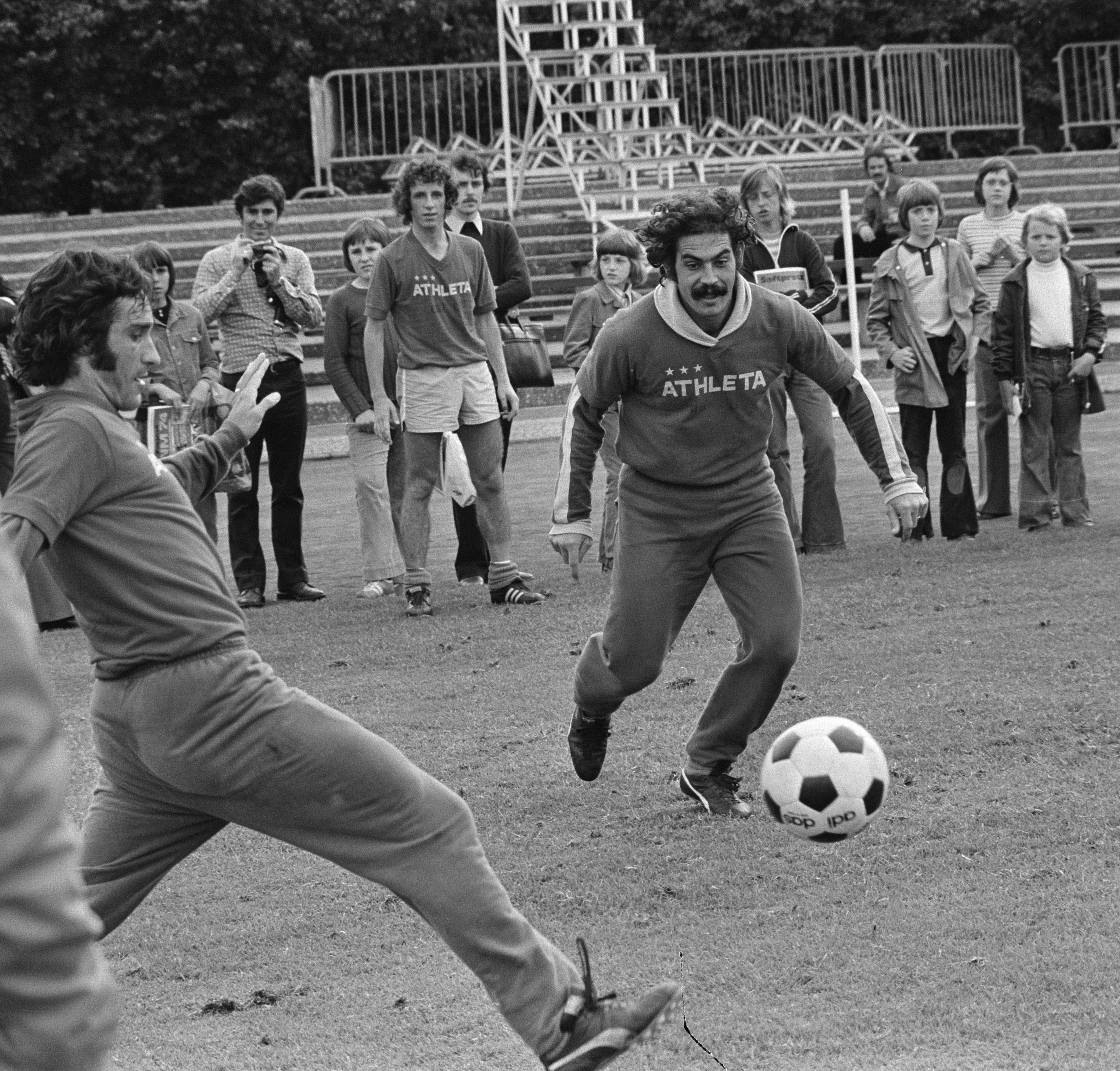
Embora tenha conquistado apenas um título pelo Corinthians, Rivellino é considerado por muitos como o maior jogador da história do clube.

No Campeonato Paulista de 1961, o time fez uma campanha tão pífia que foi apelidado por torcedores rivais de "Faz-Me-Rir". O clube apostou na contratação de craques que chegavam ao Parque São Jorge como "salvadores da pátria", mas que acabaram não vingando no time (como Almir Pernambuquinho em 1960 e Mané Garrincha em 1966). Mas aquela década também marcava o surgimento de Roberto Rivellino, "O Reizinho do Parque". Embora tenha vencido apenas um grande título pelo Timão (o Torneio Rio-São Paulo de 1966), é considerado o maior jogador da história corintiana.
Em 1966, na tentativa de acabar com o "jejum" de títulos no Campeonato Paulista, a diretoria corintiana contratou o zagueiro Ditão e o volante Nair, que vieram da Associação Portuguesa de Desportos, além do atacante Garrincha, que chegou ao Parque São Jorge com 32 anos de idade. Na época, a verba destinada ao departamento de futebol foi recorde e o jornal "A Gazeta Esportiva" passou a tratar o time como o "Timão do Corinthians", e assim nasceu o apelido que acompanha o clube até hoje. Ainda no final da década, o Corinthians venceria o Santos, após quase 11 anos sem vitórias sobre a equipe de Pelé em edições do Campeonato Paulista. Paulo Borges e Flavio fizeram os gols dessa vitória corintiana.
Em 1970, depois de uma conturbada negociação com a Portuguesa, o Corinthians contratou o lateral Zé Maria. O jogador havia sido campeão mundial com o Seleção Brasileira de Futebol na Copa do Mundo de 1970, no México, na reserva de Carlos Alberto Torres. Para sair da fila, a diretoria corintiana trouxe nos anos seguintes nomes como Vaguinho (em 1971) e Geraldão, além de promover jogadores da base como Wladimir. Além da interminável fila de grandes conquistas, o Corinthians também não conseguia chegar, com frequência, a finais de grandes torneios. Ficou de 1957 a 1974 sem decidir o Campeonato Paulista. Em 1974, havia grande esperança de se quebrar o jejum na final estadual contra o Palmeiras. Mas o rival acabou vencendo os corintianos, o que precipitou a saída de Rivellino para o Fluminense.

### "Invasão corintiana" e fim da angústia (1976-1980)

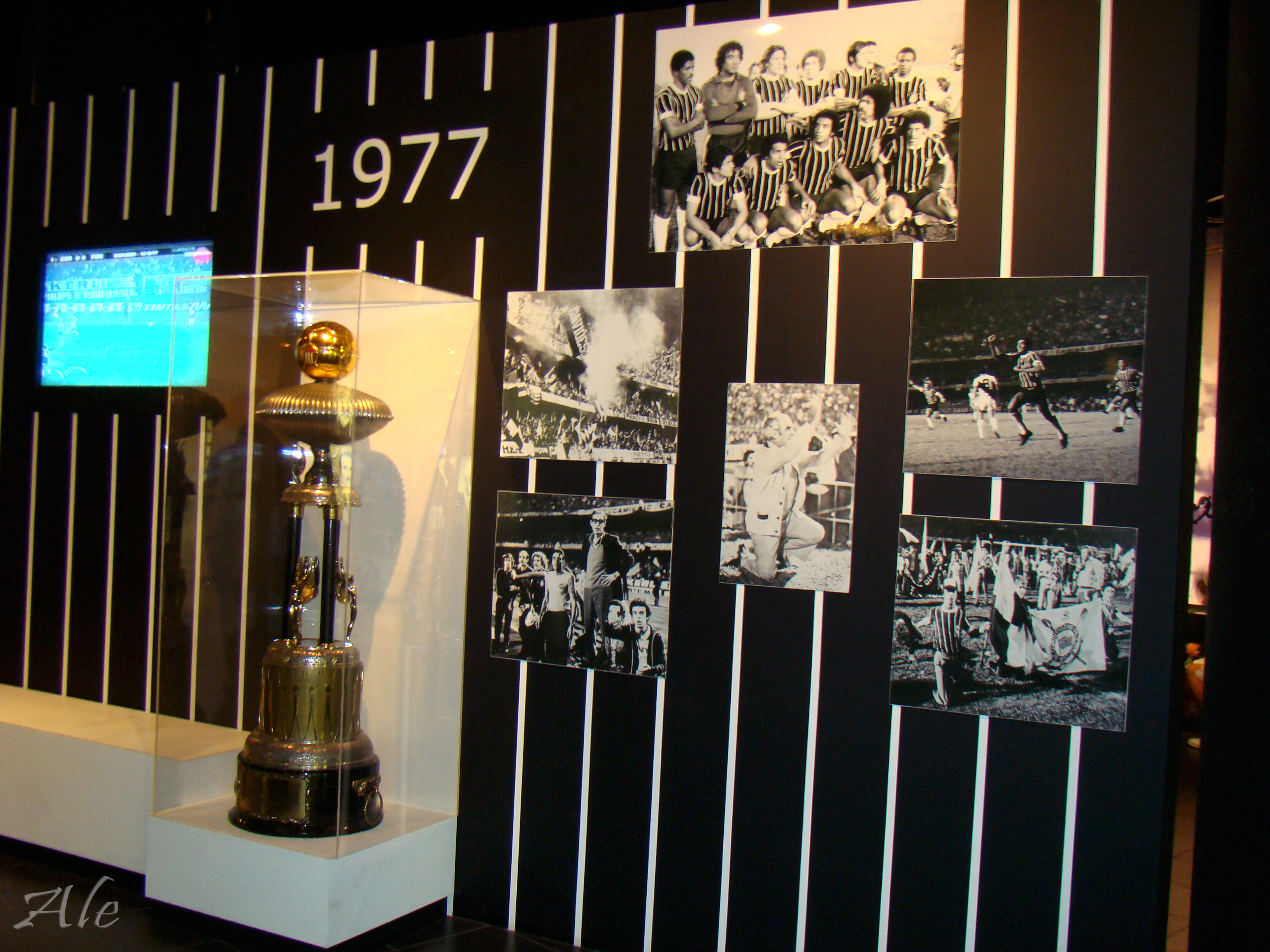
Taça do título paulista de 1977 no Memorial do Parque São Jorge.

Corinthians e Rivellino acabariam encontrando-se na semifinal do Campeonato Brasileiro de 1976, contra o Fluminense, em 5 de dezembro, naquela que é uma das partidas mais marcantes da história corintiana. Dezenas de milhares de torcedores alvinegros viajaram para o Rio de Janeiro para assistir o duelo no Estádio do Maracanã, que acabou dividido entre os corintianos e fluminenses. Aquele momento acabou conhecido como "A invasão corintiana ao Maracanã". A consagração daquele dia célebre para os corintianos veio como a vitória sobre o clube carioca nos pênaltis, após empate de 1–1 no tempo regulamentar. Na decisão do Brasileiro, o Internacional derrotou o Corinthians em Porto Alegre.
No começo de 1977, o presidente corintiano Vicente Matheus trouxe Palhinha, do Cruzeiro, por uma quantia recorde para a época: 7 milhões de cruzeiros. O jogador tornaria-se um dos ídolos da "Fiel" naquele período. Menos de um ano depois de "invadir" o Maracanã, o Corinthians viveria uma de suas noites mais inesquecíveis em 13 de outubro, com a conquista do Campeonato Paulista, que se tornou um dos títulos mais importantes da história corintiana, pois representava o fim de quase 23 anos sem ganhar competições oficiais. Na última das três partidas, contra a Associação Atlética Ponte Preta, o título veio com o gol de Basílio, no segundo tempo.
Para 1978, a diretoria do clube contratou Sócrates, que pertencia ao Botafogo de Ribeirão Preto e acabaria por ser considerado um dos maiores craques da história do alvinegro. Outro que chegava naquele ano ao clube e seria ídolo no Timão era Biro-Biro. Em 1979, o Corinthians voltaria a vencer o Campeonato Paulista contra a mesma Ponte Preta.

### Democracia Corintiana (1981-1984)

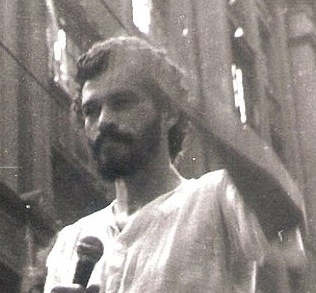
O ídolo Sócrates, idealizador da democracia corintiana.

No início de 1981, o presidente Vicente Matheus foi buscar pessoalmente na Arábia Saudita o meio-campo Zenon, que havia se destacado no Guarani Futebol Clube em temporadas anteriores e assumiria a camisa 10 do Corinthians, no lugar de Palhinha. Mas após não conseguir um bom desempenho no Campeonato Paulista daquele ano (que era classificatório para o Campeonato Brasileiro do ano seguinte), o clube teve de jogar a Taça de Prata, espécie de "segunda divisão" do Campeonato Brasileiro, em 1982.
Os resultados ruins em campo levaram a mudanças na diretoria com a saída de Vicente Matheus, e os jogadores passaram a ter papel ativo nas decisões do clube. Tudo era resolvido pelo voto, das contratações ao local de concentração. O período ficou marcado como a "Democracia corintiana". As mudanças surtiram efeito. Em 1982, quando liderados pelos ídolos Sócrates, Wladimir, Casagrande, Biro-Biro e Zenon, o clube conquistou o Campeonato Paulista em cima do São Paulo, que tentava o tricampeonato na competição. No ano seguinte, o Corinthians repetiria a final contra o rival e uma vez mais conquistaria o torneio. Ainda naquele ano, o Corinthians havia aplicado a maior goleada da história do Campeonato Brasileiro, um acachapante 10–1 sobre o Tiradentes, do Piauí, com quatro gols de Sócrates.
No ano seguinte, a equipe corintiana não conseguiu o seu quarto tricampeonato paulista, tendo perdido o título para o Santos. Já pelo Campeonato Brasileiro, o time do Parque São Jorge fez sua melhor campanha desde o vice-campeonato da edição de 1976 e chegou à semifinal. O plantel alvinegro foi eliminado pelo Fluminense, mas a campanha é também lembrada pela goleada por 4–1 sobre o Flamengo de Zico e companhia.

### Aposta na base e primeiro título brasileiro (1985-1992)

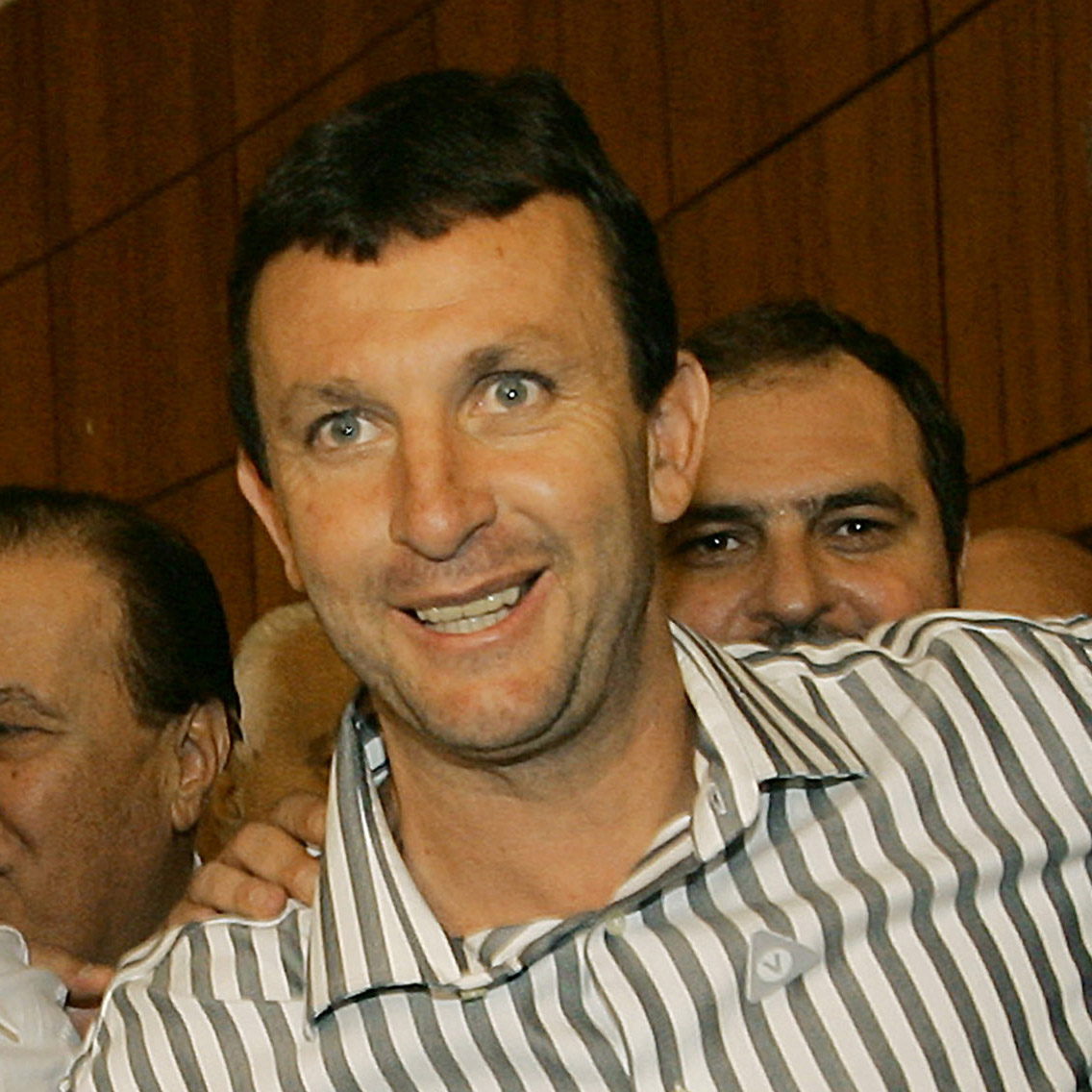
Conhecido como Xodó da Fiel, Neto foi o grande ídolo dos corintianos entre as temporadas de 1989 e 1993.

Em 1985, já sem Sócrates em seu plantel e com o fim da Democracia Corintiana, a nova diretoria corintiana apostou na consolidação de uma grande equipe, com as contratações de De León, que deixou o Grêmio como o jogador mais caro do futebol brasileiro até então, Serginho Chulapa e Dunga, que se somavam a reforços do ano anterior, como Carlos, Édson e Juninho, contratados da Ponte Preta, e aos bem estabelecidos Wladimir, Biro-Biro, Zenon e Casagrande. O grande time, porém, só ficou no "papel": no Campeonato Brasileiro, o Timão foi eliminado antes das semifinais, e no Campeonato Paulista, a equipe ficou apenas em quinto lugar.
Nos anos seguintes, o clube renovou-se com um elenco de jogadores como o volante Wilson Mano, e o zagueiro Marcelo, além de apostar em jogadores formados nas categorias de base corintiana, como o goleiro Ronaldo, o volante Márcio Bittencourt e o atacante Viola. Assim, o Corinthians voltaria à conquista do Campeonato Paulista.
Em 1990, o Corinthians conquistaria um dos títulos mais importantes de sua história. Com uma equipe dirigida pelo técnico Nelsinho e liderada em campo por Neto (que se consagraria como grande ídolo corintiano), o clube faturou seu primeiro Campeonato Brasileiro, vencendo na decisão o São Paulo.
Em janeiro de 1991, o Corinthians ganhou a Supercopa do Brasil, tendo enfrentado o Flamengo, vencedor da Copa do Brasil de 1990, ganhando por 1 a 0, gol de Neto. No final do mesmo ano, Vicente Matheus deixava a presidência corintiana. Sua esposa, Marlene Matheus, assumiu o clube e ficaria no cargo até 1993.

### Era Dualib, o período das parcerias (1993-2006)

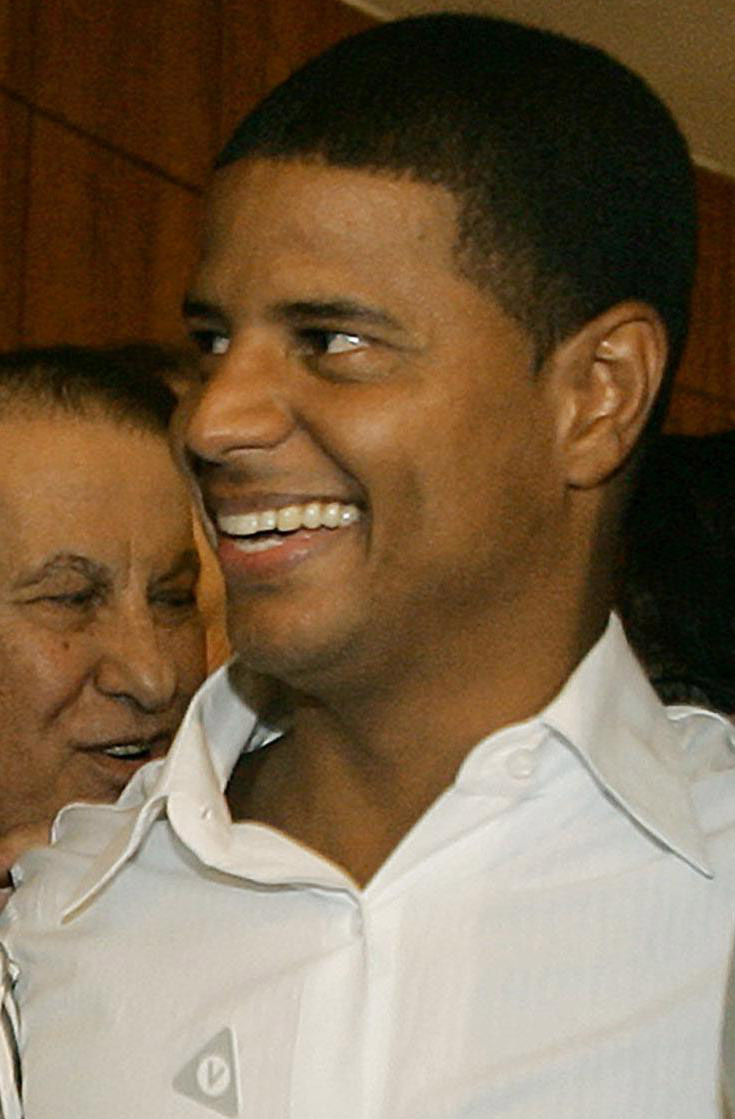
Marcelinho Carioca foi o grande ídolo dos corintianos entre as temporadas de 1994 e 2001.

Em 1993, em nova eleição, o presidente escolhido seria Alberto Dualib, e o clube conquistaria nos anos seguintes o Campeonato Paulista de 1995 e o seu primeiro título da Copa do Brasil, de forma invicta, cuja vaga conquistou após vencer a Copa Bandeirantes, no ano anterior. O meia-atacante Marcelinho Carioca foi um dos grandes destaques dessas conquistas e despontaria a partir dali como grande ídolo do clube.
A Era Dualib foi marcada por parcerias com grupos privados: Banco Excel (1997), Hicks, Muse, Tate & Furst Incorporated (de 1999 a 2001) e MSI (de 2005 a 2007), que levaram muitos recursos financeiros ao clube, conquistas e polêmicas. Entre grandes nomes que defenderam o clube, destacam-se Gamarra, Rincón, Vampeta, Edílson, Ricardinho, Kléber e Dida no elenco entre 1998 e 2000 e Carlitos Tevez, Mascherano e Nilmar no time de 2005 e 2006, entre outros nomes.
Já em relação a títulos, o clube conquistou mais três edições do Campeonato Brasileiro de Futebol (1998, 1999 e 2005), quatro do Campeonatos Paulistas (1997, 1999, 2001 e 2003), a Copa Bandeirantes (na sua única edição, em 1994), uma Copa do Brasil (em 2002), além do primeiro Campeonato Mundial de Clubes (em 2000), a maior conquista desse período. Primeiro torneio do gênero organizado pela FIFA, o Corinthians superou os rivais de chave Raja Casablanca, Real Madrid e Al Nassr, e venceu a final contra o Vasco da Gama, na disputa por penais, sagrando-se o primeiro campeão mundial pela FIFA.

### Fim das parcerias, o rebaixamento e a volta por cima (2007-2010)

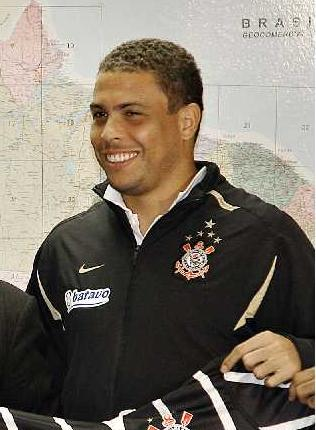
Ronaldo, principal nome entre 2009 e 2011.

Em 2007, a MSI deixou o clube, juntamente com seus principais jogadores: Tevez, Mascherano, Roger e Gustavo Nery. Pressionado, Alberto Dualib, que ocupava a presidência corintiana havia mais de uma década, também deixou o cargo. Após eleição ainda naquele ano, Andrés Sanchez foi eleito o novo presidente. A saída do MSI criou-se um período de instabilidade, que culminou do clube para a Série B do Campeonato Brasileiro.
Com investimentos em projetos de marketing, reformulação da equipe de futebol e comissão técnica (comandada por Mano Menezes), o Corinthians deu a volta por cima com o vice-campeonato da Copa do Brasil e o título da Série B, que garantiu a volta para a divisão principal do futebol do país.
No final daquele ano, a diretoria corintiana acertou a contratação de Ronaldo Fenômeno, que se tornou o principal atleta do elenco nas duas temporadas seguintes, marcado pelos títulos Paulista (invicto) e da Copa do Brasil de 2009, além do centenário do clube, em setembro de 2010, quando foi anunciada a construção de seu novo estádio, no bairro de Itaquera.

### Conquista da América, segundo Mundial e novo estádio (2011-presente)

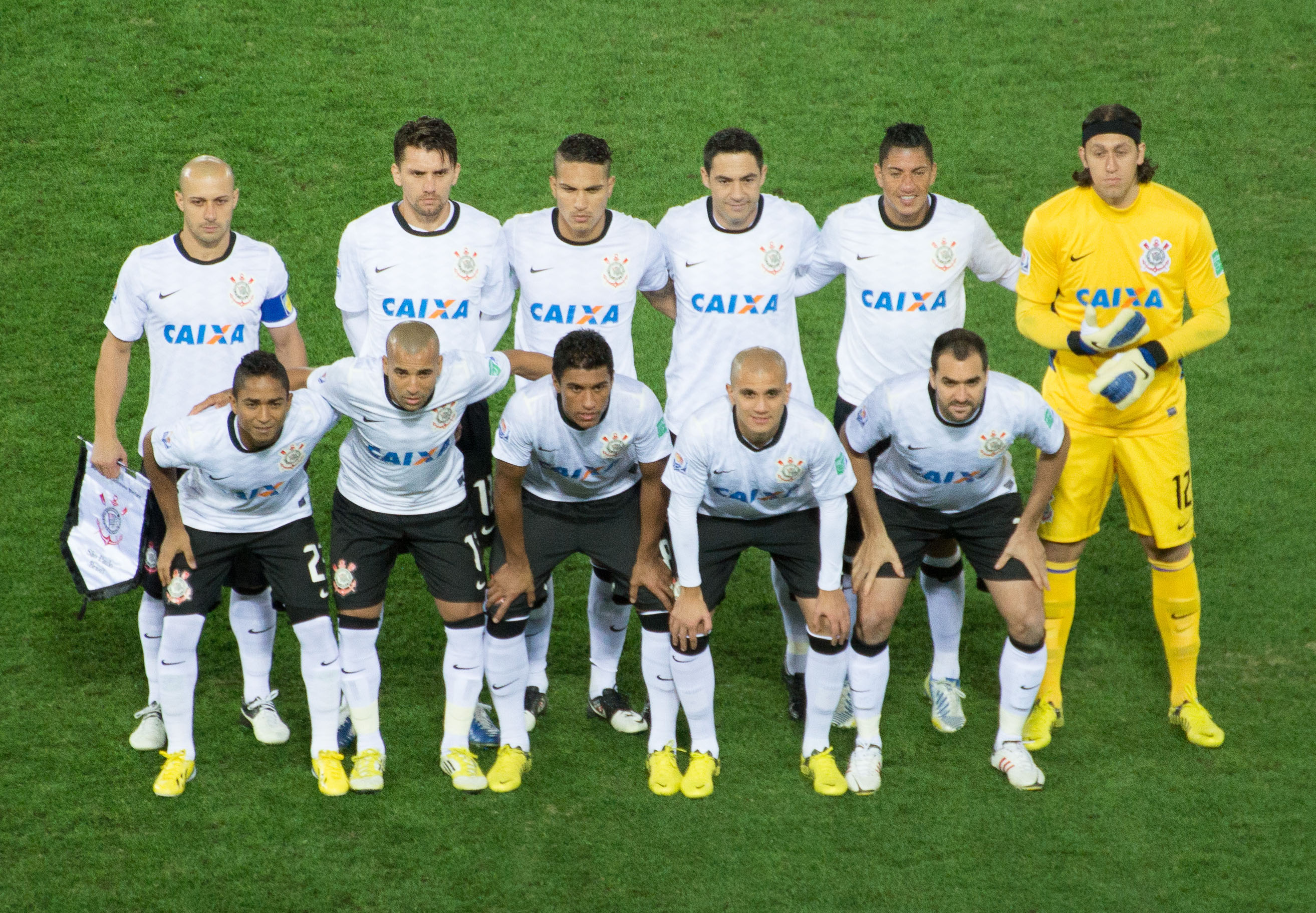
A equipe que conquistou o Mundial de Clubes da FIFA de 2012

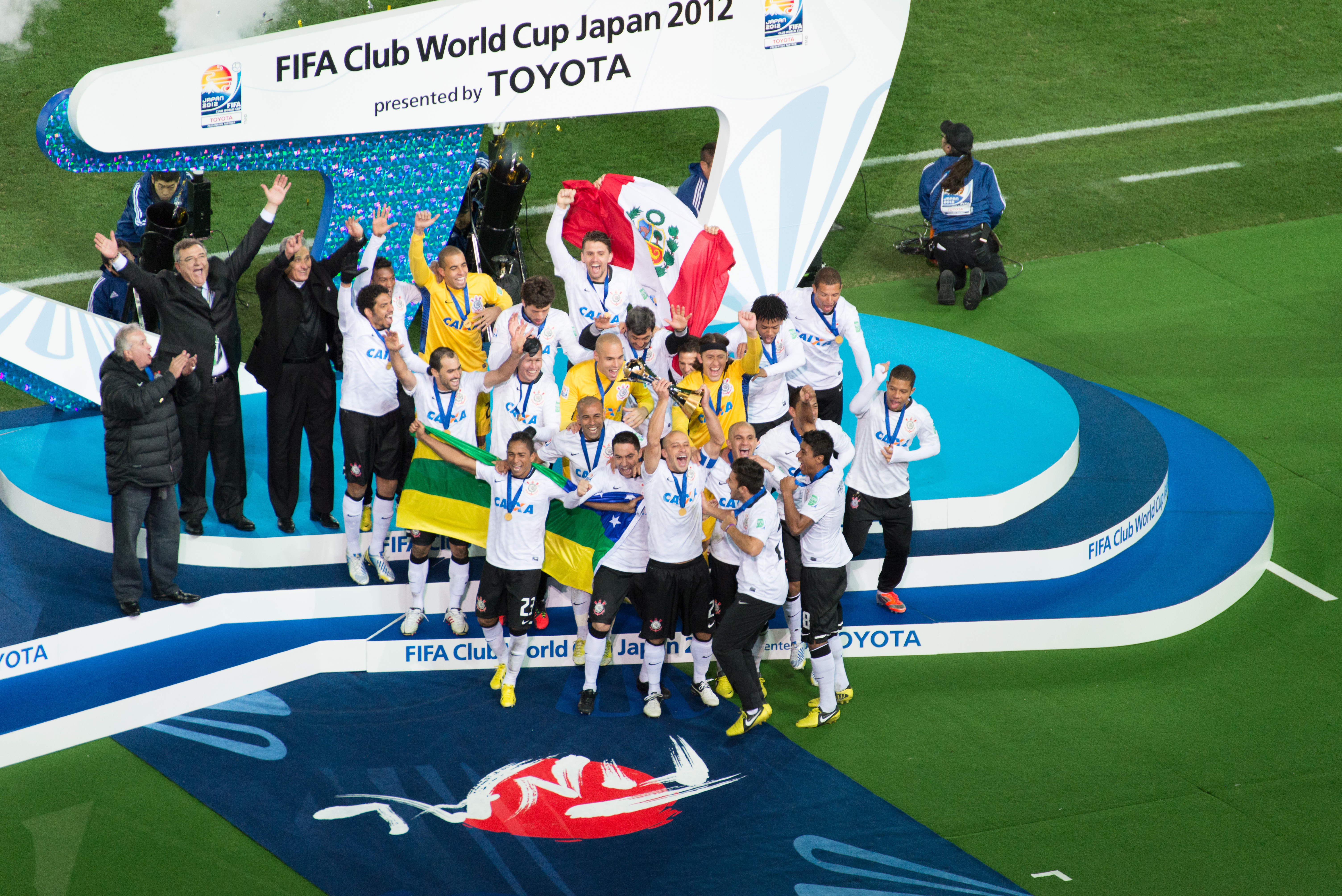
Elenco corintiano celebra a conquista do Mundial de Clubes da FIFA 2012.

A temporada 2011 começou com uma eliminação precoce na Copa Libertadores da América, mas o clube se recuperou com um vice-campeonato no Campeonato Paulista e sua quinta conquista no Campeonato Brasileiro de 2011.
Com a manutenção do elenco base do título nacional, o Corinthians fez uma das mais importantes temporadas de sua história, ao se sagrar pela primeira vez campeão da Copa Libertadores - e de maneira invicta, vencendo o Boca Juniors na final - e do Campeonato Mundial de Clubes da FIFA pela segunda vez, com uma vitória contra o campeão europeu Chelsea, com um gol de Paolo Guerrero.
Apesar da conquista do Campeonato Paulista e da Recopa Sul-Americana (ao bater o São Paulo), ganhando também o título honorífico da Tríplice Coroa Internacional de Futebol. O alvinegro não foi bem nos principais torneios da temporada 2013, sendo eliminado nas oitavas-de-final da Libertadores, nas quartas de final da Copa do Brasil e terminado apenas uma décima colocação no Campeonato Brasileiro. Ao final daquele ano, com a saída de Tite, Mano Menezes foi contratado como novo treinador e com a missão de reformular o elenco corintiano consagrado de 2012. O grande acontecimento do ano de 2014 foi a inauguração do novo estádio de futebol alvinegro, construído no bairro de Itaquera, com uma partida entre Corinthians e Figueirense pelo Campeonato Brasileiro. Logo depois, o estádio foi entregue a FIFA, onde foi palco da abertura da Copa do Mundo daquele ano e outros cinco duelos. O time encerrou a temporada sem títulos, tendo sido eliminado ainda na primeira fase do Paulista, nas quartas-de-final da Copa do Brasil e terminado em quarto lugar no Brasileiro.
Para a temporada de 2015, o técnico Tite retorna ao clube pela terceira vez. Inicia a preparação para a temporada disputando a primeira edição do torneio amistoso internacional Florida Cup, nos Estados Unidos. Destaque para a vitória por 2 a 1 sobre o clube alemão Bayer Leverkusen. No Campeonato Paulista foi eliminado nas semifinais, pela Copa Libertadores e Copa do Brasil ficou nas oitavas-de-finais. Já no Campeonato Brasileiro, sagrou-se campeão pela sexta vez. No ano de 2016 o alvinegro iniciou a preparação da temporada disputado a segunda edição da Florida Cup, destaque para a vitória de 3 a 2 sobre a equipe ucraniana Shakhtar Donetsk. Com o desmanche do elenco campeão brasileiro do ano anterior e a saída do técnico Tite para a Seleção Brasileira, foi eliminado nas semifinais do Campeonato Paulista, eliminado nas oitavas-de-finais da Copa Libertadores e nas quartas-de-finais da Copa do Brasil. No Campeonato Brasileiro ficou na sétima posição, cuja classificação assegurou vaga na Copa Sul-Americana do ano seguinte após dez anos de ausência na competição. O ano de 2017 iniciou com um vice-campeonato no torneio amistoso internacional da Florida Cup. Ainda no primeiro semestre ficou na quarta fase da Copa do Brasil, além da 28° conquista do Campeonato Paulista. No segundo semestre ficou nas oitavas-de-finais na Copa Sul-Americana e encerrando o ano com a sétima conquista do Campeonato Brasileiro.

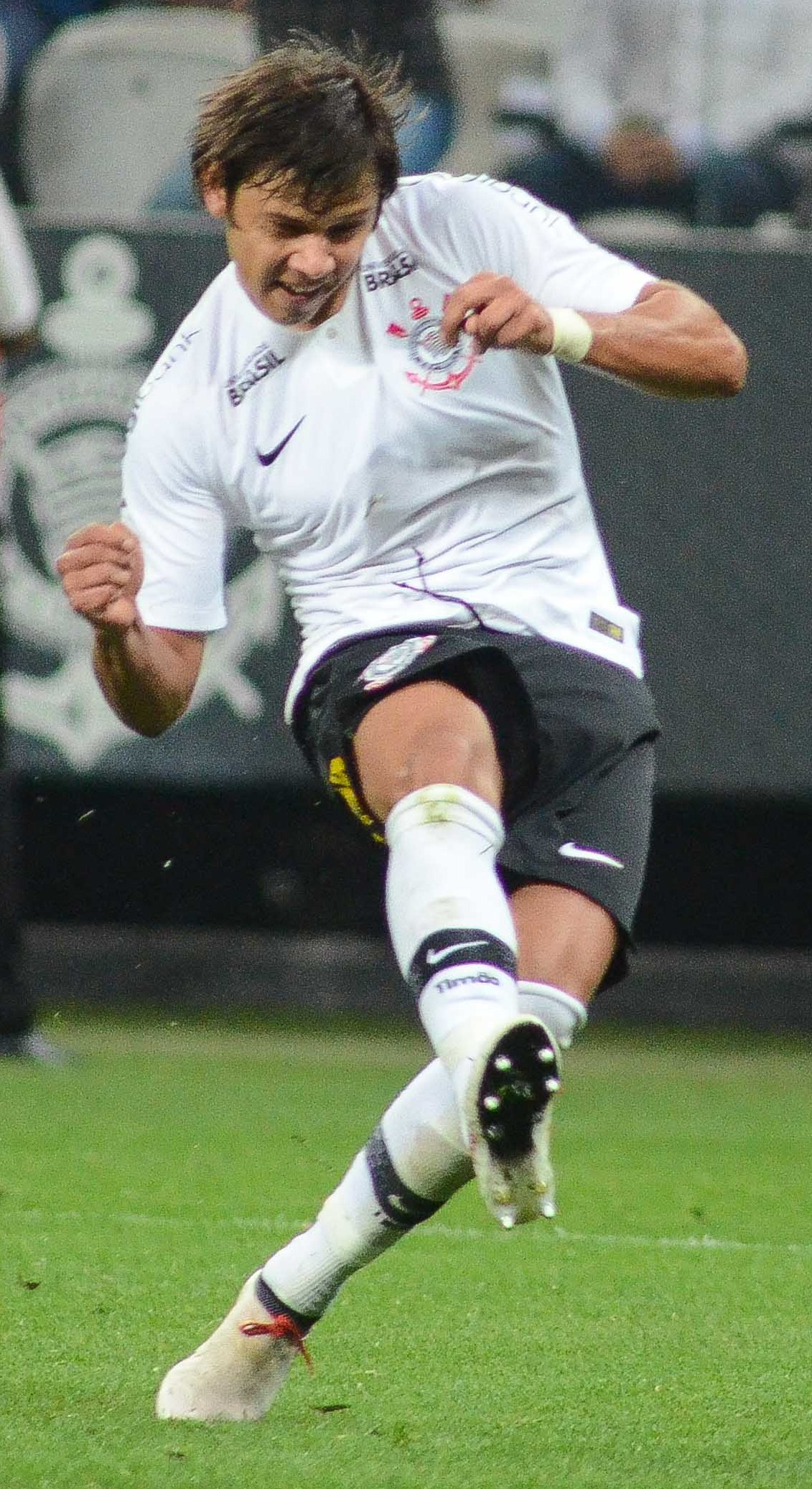
Ídolo da história recente do Corinthians, o paraguaio Ángel Romero é o futebolista estrangeiro com maior número de gols, partidas e títulos pelo clube

O ano de 2018 teve um feito histórico, com a 29° conquista do Campeonato Paulista, sobre o arquirrival Palmeiras, ainda mais na arena deles, depois de perder o primeiro na Neo Química Arena, o Coringão conseguiu reverter o placar por 1 a 0 e vencer a decisão nos pênaltis. Já o ano de 2019, reservou outra marca histórica, a 30° conquista do Campeonato Paulista, sobre o São Paulo, jogando em casa, depois de muito tempo o Corinthians conquistava novamente um tricampenato estadual. Para o ano de 2020 foram realizadas diversas novas contratações como Luan, Léo Natel entre outras. Iniciou o ano sendo vice-campeão paulista perdendo a final nos pênaltis para o seu rival Palmeiras. Com um elenco extremamente frágil, foi eliminado precocemente da Copa do Brasil e Libertadores, além de brigar contra o rebaixamento durante grande parte do campeonato.
Com o novo presidente eleito Duílio Monteiro Alves assumiu o clube com o objetivo de abater as grandes dívidas que foram impostas sobre o Corinthians principalmente por causa de seu antecessor  Andrés Sanchez. No ano de 2021, o clube passou por diversas dificuldades ao longo da temporada sendo eliminado precocemente do Campeonato Paulista, Copa do Brasil e Sul-Americana. Após a dispensa de diversos jogadores e com a contratação de nomes de peso como Willian , Róger Guedes, Renato Augusto e Giuliano o clube voltou a apresentar um bom futebol, terminando a temporada classificado para a Libertadores. Para a temporada 2022, com alguns novos reforços e com um início conturbado nas competições após a demissão do técnico Sylvinho e a contratação do técnico Vítor Pereira o clube voltou a apresentar um bom desempenho dentro de campo. Foi eliminado precocemente no Campeonato Paulista, entretanto retornou as quartas de final da Libertadores após 10 anos e foi finalista da Copa do Brasil sendo vice-campeão na competição. Encerrou a temporada classificado para a Libertadores. No início de 2023, teve um início de temporada excelente. Entretanto foi eliminado precocemente no Campeonato Paulista. Foi eliminado na fase de grupos da Libertadores, e foi eliminado na semifinal da copa sul-americana e copa do brasil. No campeonato Brasileiro flertou contra o rebaixamento a temporada inteira, porém escapou da zona de rebaixamento.
Nas novas eleições presidenciais do clube, Augusto Melo foi eleito o novo presidente do clube e prometeu reformulações no clube.

## Cores e símbolos

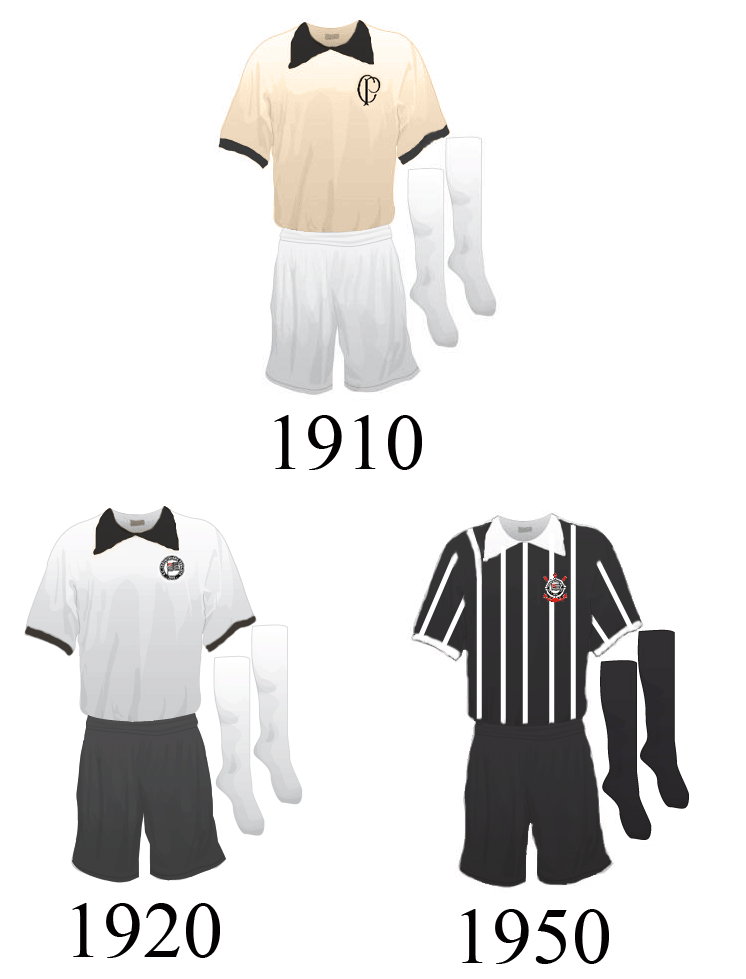
A evolução do uniforme corintiano, em 1910, camisa bege, shorts e meias brancas. Em 1920, camisa branca, short preto e meias brancas, em 1950, o segundo uniforme na cor preta com finas listras brancas e calções pretos, que é o usado até os dias de hoje. As cores oficiais são o branco e o preto.

### Uniforme

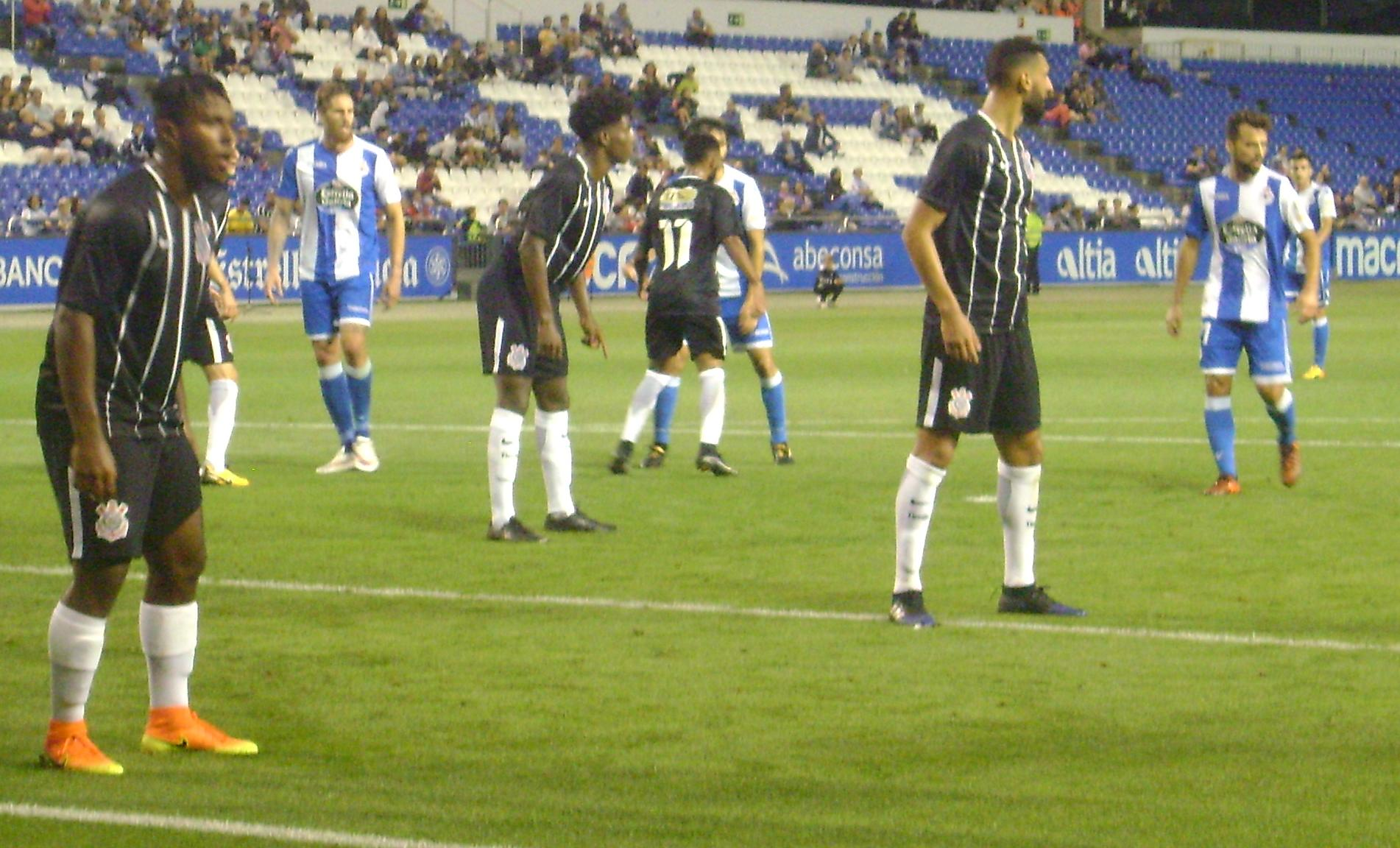
Jogo disputado pelo Corinthians contra o Deportivo de La Coruña usando o segundo uniforme

Oficialmente, a primeira camisa do Corinthians teria a cor bege, em homenagem ao time inglês homônimo. A camisa de 1910 tinha detalhes em preto nas mangas, barra e gola. Os calções eram brancos e feitos com sacos de farinha. Entretanto, para o jornalista Celso Unzelte, pesquisador da história do time, seria muito improvável que o clube, na época pobre e humilde, tivesse recursos financeiros para comprar uniformes que não fossem brancos, e mesmo a fotografia mais antiga do time, do Campeonato Paulista de 1913, mostra os jogadores vestindo camisas e calções brancos.
Incontroverso é o fato de que, a partir de 1920, o Corinthians passou a jogar com camisa branca e calção preto, quando a diretoria conseguiu dinheiro para comprá-los. Desde então, tornaram-se o uniforme oficial. A partir deste modelo, encontra-se registro das primeiras versões alternativas do uniforme, utilizadas em partidas específicas. Somente em 22 de dezembro de 1946 os atletas do clube entrariam em campo com camisas numeradas, em um amistoso contra o Club Atlético River Plate, no Estádio do Pacaembu. Em 1949, o clube usou uma camisa grená em um amistoso contra a Portuguesa de Desportos, como uma forma de prestar homenagem ao elenco do Torino Football Club da Itália, que foi vitimado em um acidente de avião contra a Basílica de Superga, em Turim.
No final de agosto de 2010, o Corinthians lançou no Parque São Jorge a camisa em comemoração ao centenário do clube, que foi utilizada como uniforme titular nas partidas em casa até o final do Campeonato Brasileiro daquele ano. A camisa remete ao suposto primeiro uniforme utilizado pelo Corinthians em 1910, com as camisetas na cor bege e no escudo as letras "CP", fazendo referência ao primeiro símbolo utilizado pelo clube.

### Evolução dos uniformes
|  | 1910 | Ver evolução | 2023 |

### Escudo

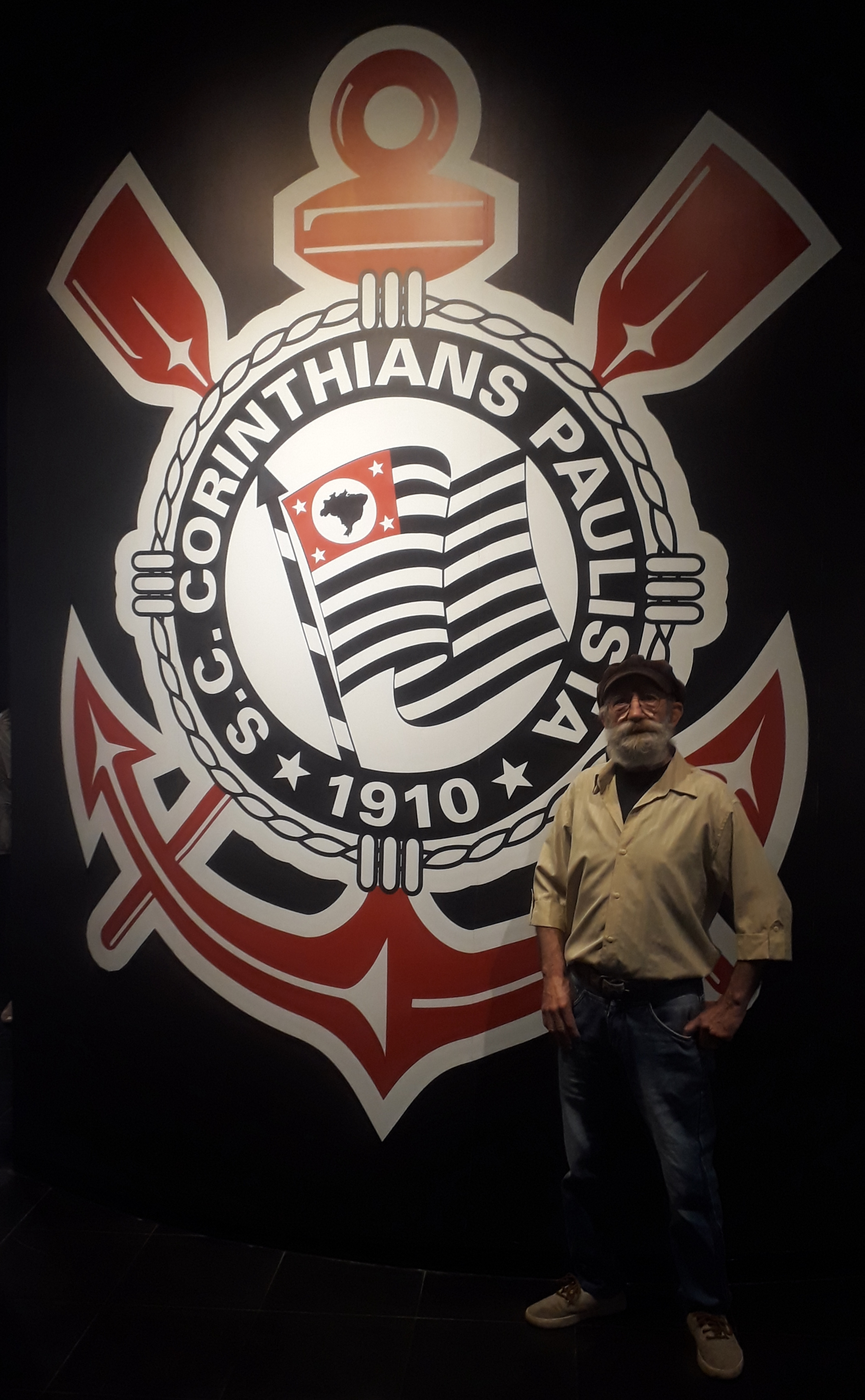
Artista Orfeu Maia, criador da última versão do escudo

Ao contrário da camisa, o escudo do Corinthians passou por várias alterações ao longo dos anos. Enquanto o time disputava apenas amistosos e torneios de futebol de várzea, a camisa não tinha distintivo. O primeiro foi criado às pressas para o jogo contra o Minas Gerais, válido pela eliminatória para a Liga Paulista de Foot-Ball de 1913, e levava apenas as letras "C" e "P" (de Corinthians e Paulista) enlaçadas. Esse escudo seria usado até o ano seguinte, quando Hermógenes Barbuy, litógrafo e irmão do jogador Amílcar, criou o primeiro escudo oficial, elaborando uma moldura para as letras e acrescentando o "S" (de Sport), que estreou no amistoso contra o Torino (Itália), em São Paulo.
Pouco tempo depois a moldura fica maior, e a partir de 1919 o distintivo começa a ganhar o formato atual, com a bandeira do Estado de São Paulo ao centro. Em 1937, o presidente Getúlio Vargas baixou o Estado Novo e fez uma cerimônia pública com a queima das bandeiras de todos os Estados da federação, pois queria um governo forte e centralizado. A bandeira paulista só sobreviveu dentro do escudo do Corinthians. Após a queda do regime, o uso de símbolos regionais foi liberado. Em 1939, o escudo ganhou uma boia rodeando o círculo, além de um par de remos e a âncora, em alusão ao sucesso do clube nos esportes náuticos. O desenho foi criado pelo pintor modernista Francisco Rebolo, que foi jogador do segundo quadro do Corinthians na década de 1920. Depois disso, o símbolo corintiano passou por pequenas alterações ao longo do tempo, como na bandeira e na moldura.
Pensando na modernização do distintivo, em 1980, o artista Orfeu Maia criou uma nova versão de nosso brasão que perdura até os dias atuais, substituindo a boia por uma corda e criando um design gráfico fantástico.
Em 1990, foi adicionada a primeira estrela em referência ao primeiro título brasileiro. O mesmo foi feito com as conquistas de 1998, 1999 e 2005, além de uma estrela maior com contorno prateado posta acima das demais, em homenagem à conquista do Mundial da FIFA de 2000. Em 2011 a diretoria do Corinthians resolveu deixar de lado todas as estrelas do distintivo do clube, relevando a importância do seu próprio símbolo. Abaixo, a evolução dos escudos, desde a fundação até os dias atuais:
| Evolução do Escudo do Sport Club Corinthians Paulista | Evolução do Escudo do Sport Club Corinthians Paulista | Evolução do Escudo do Sport Club Corinthians Paulista | Evolução do Escudo do Sport Club Corinthians Paulista | Evolução do Escudo do Sport Club Corinthians Paulista | Evolução do Escudo do Sport Club Corinthians Paulista | Evolução do Escudo do Sport Club Corinthians Paulista | Evolução do Escudo do Sport Club Corinthians Paulista |
| 1913                                                  | 1914                                                  | 1915                                                  | 1915                                                  | 1916-1919                                             | 1919-1939                                             | 1939-1979                                             | 1980-Presente                                         |
| ----------------------------------------------------- | ----------------------------------------------------- | ----------------------------------------------------- | ----------------------------------------------------- | ----------------------------------------------------- | ----------------------------------------------------- | ----------------------------------------------------- | ----------------------------------------------------- |

### O mosqueteiro e São Jorge

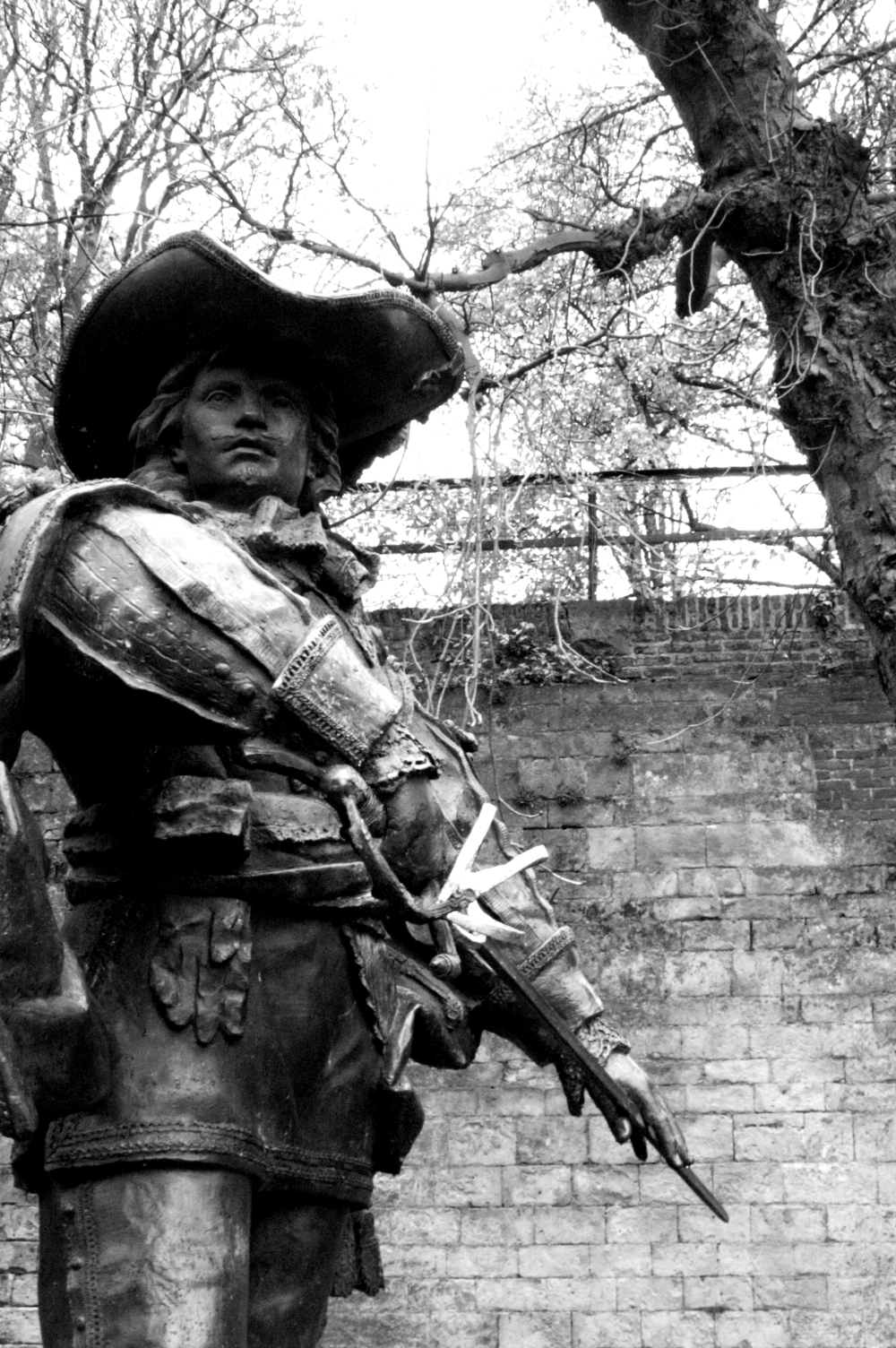
O mosqueteiro, o mascote do Corinthians (foto de uma estátua de D'Artagnan em Maastricht).

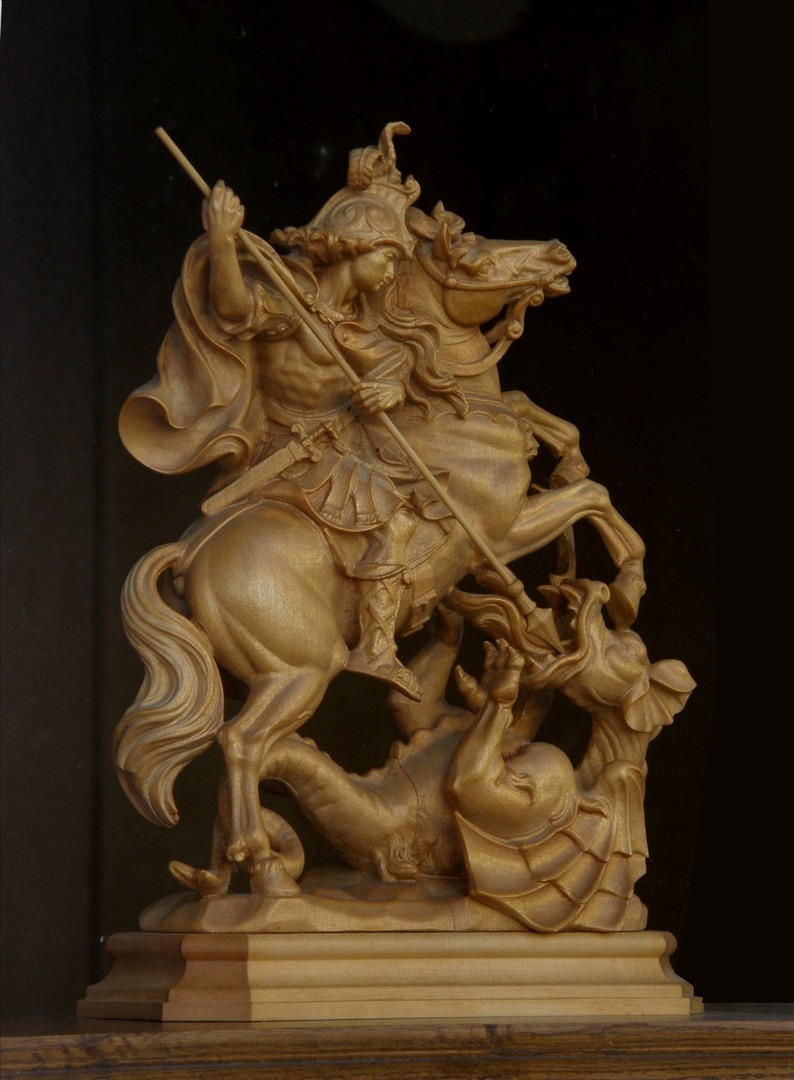
São Jorge, o santo padroeiro do Corinthians.

O Corinthians adotou o "mosqueteiro" como seu mascote. Há duas versões sobre a origem do mascote corintiano. A primeira seria por conta do clube ter pleiteado uma vaga na Liga Paulista de Futebol em 1913, da qual apenas participavam Americano, Germânia e Internacional (como os personagens Athos, Porthos e Aramis, do romance "Os Três Mosqueteiros", escrito pelo francês Alexandre Dumas, em 1844). Como havia outros pretendentes à vaga, o Corinthians teve de disputar uma seletiva contra o Minas Gerais (do Brás) e o FC São Paulo (do Bixiga), outros dois grandes da várzea paulistana. Após ter vencido as duas equipes, o Corinthians garantiu o direito de disputar a Divisão Especial da Liga, ganhando da imprensa o apelido de D'Artagnan, o quarto mosqueteiro.
Uma segunda versão para a utilização do "mosqueteiro" como mascote corintiano surgiu em 1929, quando o Corinthians venceu o Barracas (Argentina), por 3–1. Foi a primeira vitória do clube paulista em partidas internacionais e que ganhou destaque nas páginas do jornal "A Gazeta", com o título dado pelo jornalista Tomás Mazzoni: "O Corinthians venceu com 'fibra de mosqueteiro'". Esta versão é adotada oficialmente pelo clube e pelos historiadores, como Celso Unzelte.
Além do mascote, o Corinthians tem bastante apego a São Jorge. Depois de comprar o campo do Parque São Jorge, em 1926, o Corinthians adotou o santo como seu padroeiro. O clube construiu uma capela em homenagem a São Jorge dentro de sua sede social.

Eu andarei vestido e armado, com as armas de São Jorge.

Para que meus inimigos tendo pés não me alcancem,

tendo mãos não me peguem,

tendo olhos não me enxerguem,

nem pensamentos eles possam ter para me fazerem mal.

Armas de fogo o meu corpo não alcançarão,

facas e lanças se quebrem sem ao meu corpo chegar,

cordas e correntes se quebrem sem ao meu corpo amarrar.

Recentemente, devido a torcida organizada e escola de samba ligada ao clube Gaviões da Fiel, o gavião também tornou-se um dos mascotes do time.

### Hino
O jornalista Adelino Ricciardi (Sertãozinho, 1912 - São Paulo, 1982), editor responsável pela Revista Corínthians - Órgão Oficial do Sport Clube Corinthians Paulista, e autor da frase "Campeão dos campeões" (publicada na edição especial, nº 23 da revista, de setembro de 1951), intermediou a aproximação de Lauro D'Ávila (que não era músico) com o compositor, maestro de banda e clarinetista paulista Edmundo Russomanno, responsável pela elaboração da música.
Lauro D'Ávila, radialista brasileiro, apresentou o programa de calouros: "Quá-Quá Quarenta", da Rádio Record, em São Paulo. Ávila compôs em 1952 os versos do atual hino oficial do Sport Club Corinthians Paulista e a composição logo conquistou a confiança dos torcedores. O total apoio dos torcedores transformou a composição em hino oficial do clube. O Corinthians já tinha um hino, mas a composição de Lauro D'Ávila acabou se tornando mais popular do que o primeiro hino do clube alvinegro, e assim se tornou o hino oficial do clube. 
No ano de 1997 o hino recebeu uma versão com a sonoridade atualizada para o final da década de 1990 do século XX, com uma versão na voz de Toni Garrido, vocalista da banda de reggae Cidade Negra, no álbum "Os Hinos dos Grandes Clubes Brasileiros cantados por Feras do Rock e da MPB".
No ano de 2004 o hino recebeu uma nova versão para a primeira década do século XXI, desta vez numa versão em rap nas vozes de Negra Li, Paula Lima, Rappin Hood e Xis, na edição de 2004 do álbum "Os Hinos dos Grandes Clubes Brasileiros cantados por Feras do Rock e da MPB".

### Patrocinadores
A partir da década de 1980, a publicidade estava liberada nas camisas de futebol, mas o Corinthians não conseguia encontrar patrocinadores. Era o período da Democracia Corintiana, e a camisa estampou nas costas a frase "Dia 15, vote!", embalado pelas eleições diretas para governador em 1982. Naquele mesmo ano, a empresa de material esportivo Topper exibia o seu logo no lado direito da camisa e, na final do Campeonato Paulista, contra o São Paulo, exibiu nas costas (como exigia a legislação da época) o patrocínio da Bombril. Em 1983, a Cofap foi a primeira marca a ocupar também a frente da camisa, a partir do Campeonato Paulista. Em 1984, para renovar o contrato do ídolo Sócrates, o clube contou com ajuda da empresa Corona, conseguindo assim mantê-lo e tendo que pintar, em troca, um chuveiro na parte frontal da camisa.
A partir de 1985, passou a ser patrocinado pela Kalunga, em acordo que perdurou até 1994. Desde então, o clube mudou de patrocínio constantemente. Na era Ronaldo, o clube manteve um contrato com o "Grupo Hypermarcas", além de ter vendido outros espaços da camisa para outras empresas. Atualmente, a empresa Esportes da Sorte é a principal patrocinadora do clube, após ter fechado um acordo em julho de 2024 para estampar sua logomarca até julho de 2024 além de ter a Nike como fornecedora de material esportivo até 2029.

## Estrutura e patrimônio

### Diretoria
Atualizado em 27 de maio de 2025

### Valor de mercado e finanças
A revista Forbes (edição mexicana) elegeu o Corinthians como o mais valioso da América, conforme a publicação, o Timão foi avaliado em 462 milhões de dólares (o equivalente a cerca de R$ 1,7 bilhão, na cotação atual).
Em 2012, com os títulos da Libertadores e do Mundial, a receita anual corintiana atingiu a expressiva marca de 358 milhões de reais. Em abril de 2015, um relatório oficial revelou que a receita total do Corinthians foi de 258,2 milhões de reais em 2014, uma queda de 18% em relação aos R$ 316 milhões de 2013, e as dívidas do clube atingiram 313 milhões de reais. Se incluídos os débitos para quitar a Arena Corinthians, o endividamento passava de 1 bilhão de reais, valor dez vezes maior de quando Andrés Sanchez assumiu o clube no fim de 2007.
A dívida do Corinthians aumentou drasticamente a partir de 2008, principalmente pelas despesas com futebol profissional (que fez do time do Parque São Jorge aquele que mais gastou com pagamentos de salário e contratações entre 2009 e 2014, com 1,2 bilhão de reais, uma média de 200 milhões por ano), por impostos atrasados entre 2007 a 2010 (o que gerou um débito de 94 milhões de reais para a atual seguinte, de Mário Gobbi, que pôde quitar pouco mais que metade relativa aos impostos sonegados pela gestão Sanchez) e ainda pelo pagamento da construção da Arena Corinthians, que, entre juros e obra, custou 1,15 bilhão de reais.
Apesar do alto endividamento, de 2010 e 2014, o Corinthians foi um dos clubes mais valiosos do futebol brasileiro, liderando o ranking da consultoria BDO por cinco anos consecutivos e sendo o primeiro a ultrapassar a marca de 1 bilhão de reais, chegando em 2014 a 1,2 bilhão. Em 2013, o ranking dos 20 clubes mais valiosos do mundo da revista Forbes colocava o Corinthians na 16ª posição, com renda avaliada no valor de 358 milhões de reais, sendo o único não europeu a constar na lista. O Corinthians também liderou o ranking de 2014 dessa mesma revista sobre os 30 clubes mais valiosos da América, sendo avaliado em 579,9 milhões de dólares.
A administração do presidente Duilio Monteiro Alves, vem procurando mitigar a grave situação financeira do clube, no 1º trimestre de 2021, o Corinthians teve superávit de R$ 3,5 mi. Concomitante a ajustes em curso, o Corinthians assinou contrato com auditoria KPMG por auxílio na renegociação de suas dívidas, visando uma reestruturação pautada em auxílio na renegociação de dívidas e na captação de novos recursos.

### Infraestrutura

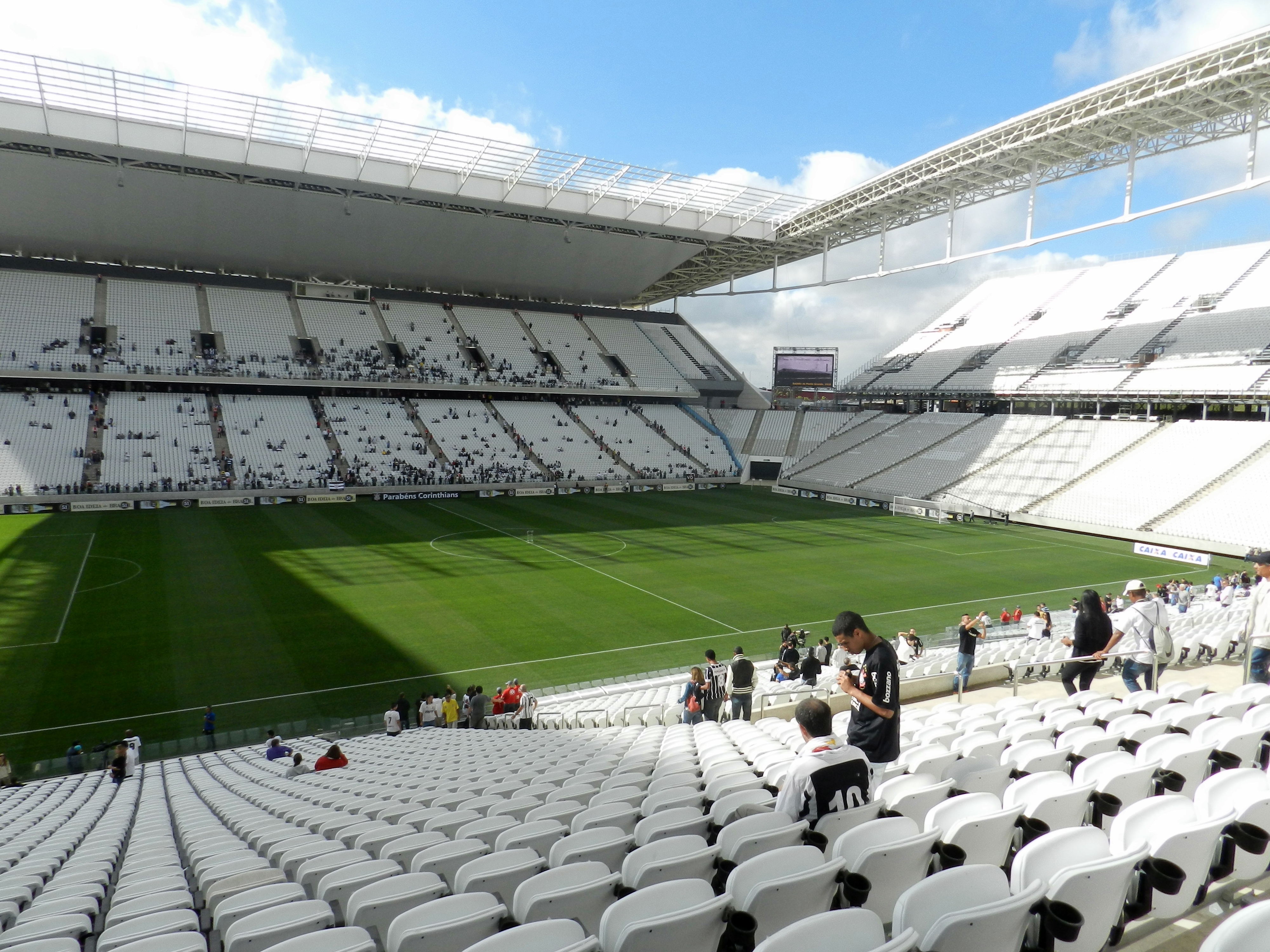
Gramado da arena

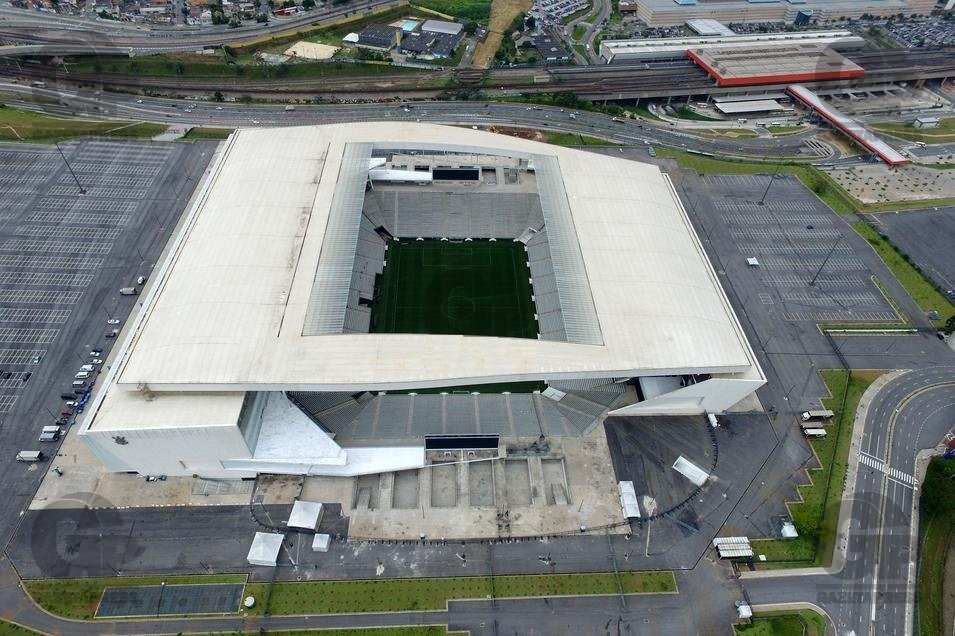
Neo Química Arena
Neo Química Arena, anteriormente denominada como Arena Corinthians, é um estádio de futebol localizado no distrito de Itaquera, na Zona Leste do município de São Paulo, Brasil. De propriedade do Sport Club Corinthians Paulista, sua capacidade é de 48.905 lugares, sendo o 11º maior estádio do Brasil. O Ministério do Esporte lançou o Sistema Brasileiro de Classificação de Estádios (Sisbrace), que propõe a melhoria em conforto, segurança, acessibilidade e condições sanitárias e de higiene dos estádios do país, tendo a Arena Corinthians recebido avaliação máxima com cinco bolas, além de ganhar também o prêmio de melhor projeto de arquitetura do país no ano de 2011.
A arena foi inaugurada oficialmente em 18 de maio de 2014 em uma partida entre a equipe do Corinthians e o Figueirense, com derrota do time paulista pelo placar de 1 a 0, na Série A do Brasileiro daquela temporada. Poucas semanas depois de sua inauguração oficial, sediou a cerimônia de abertura da Copa do Mundo FIFA de 2014, que incluiu a partida entre Brasil e Croácia, no qual Brasil venceu por 3x1, e outros cinco duelos do torneio, entre os quais uma semifinal. Devido à exigência da FIFA de pelo menos 60 mil lugares para o jogo inaugural da Copa do Mundo, foram incluídos mais 19 800 assentos temporários ao estádio exclusivamente para atender a exigência. Com o fim do Mundial de 2014, o Corinthians determinou a retirada das estruturas temporárias.

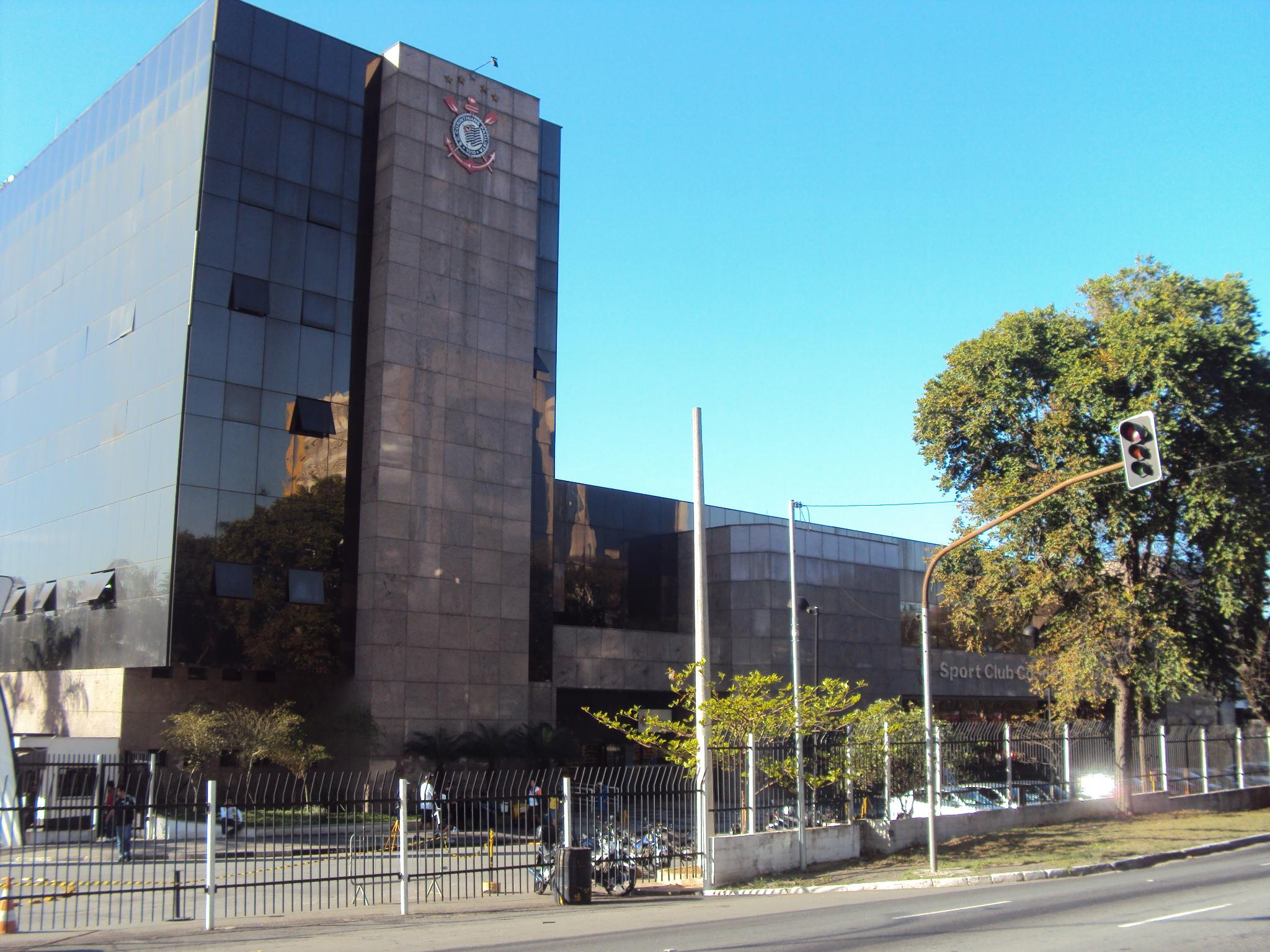
Parque São Jorge
Centro de Treinamento Joaquim Grava
O centro de treinamento da equipe profissional foi inaugurado em setembro de 2010. Seu nome de batismo é uma homenagem ao médico Joaquim Grava, principal idealizador do projeto. O CT corintiano é considerado um dos mais modernos do mundo. Ele foi utilizado pela Seleção Iraniana durante a Copa do Mundo em 2014. Ao lado do CT Joaquim Grava, o Corinthians pretende construir um centro de treinamento para os atletas formados na base. O projeto prevê três campos oficiais (105x68m) com grama natural e um campo menor de grama sintética, um alojamento para 152 atletas e ainda refeitório e cozinha, além de uma mini escola com duas salas de aula e um auditório.

## Torcida

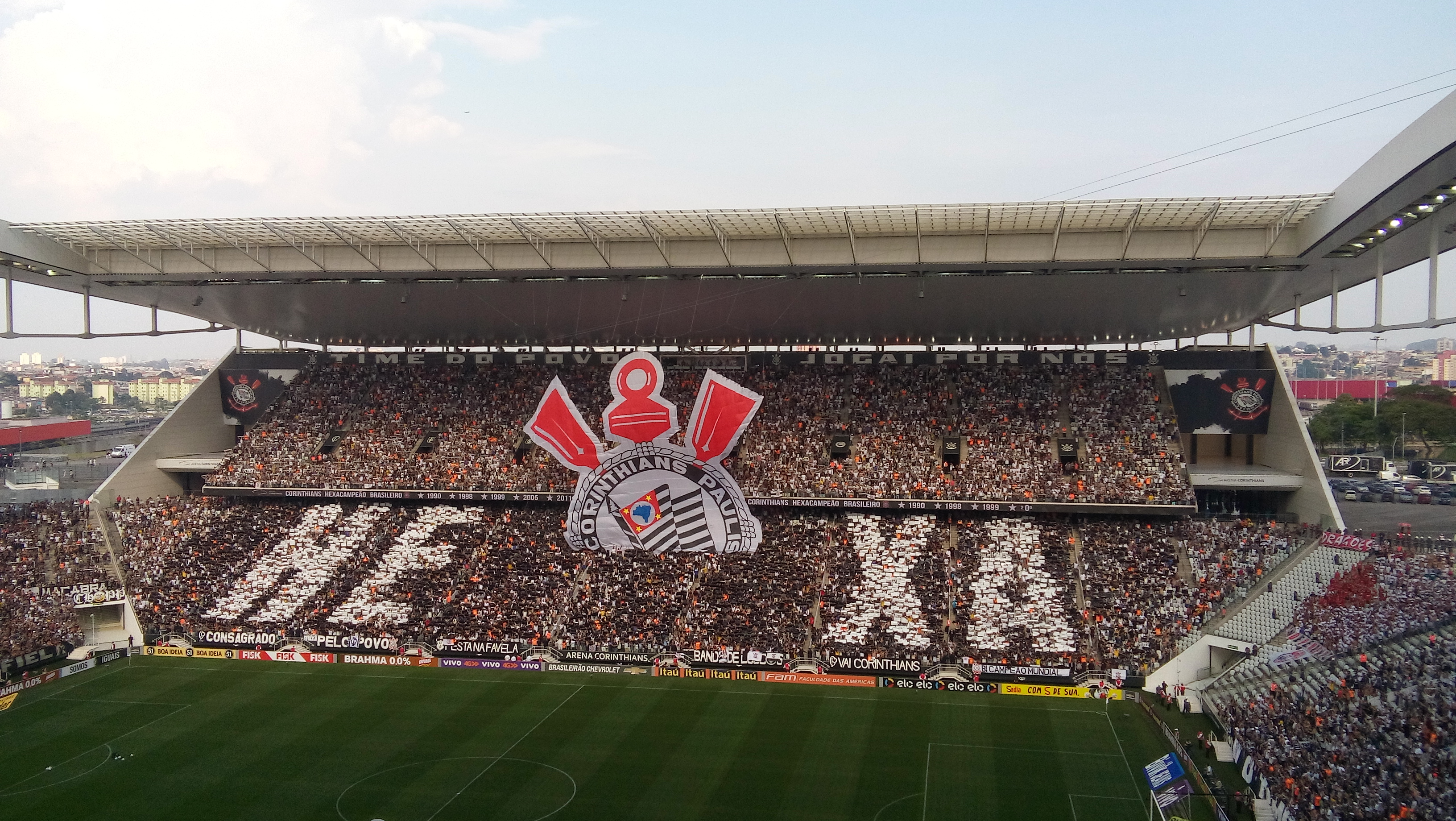
Torcida do Corinthians na Neo Química Arena.

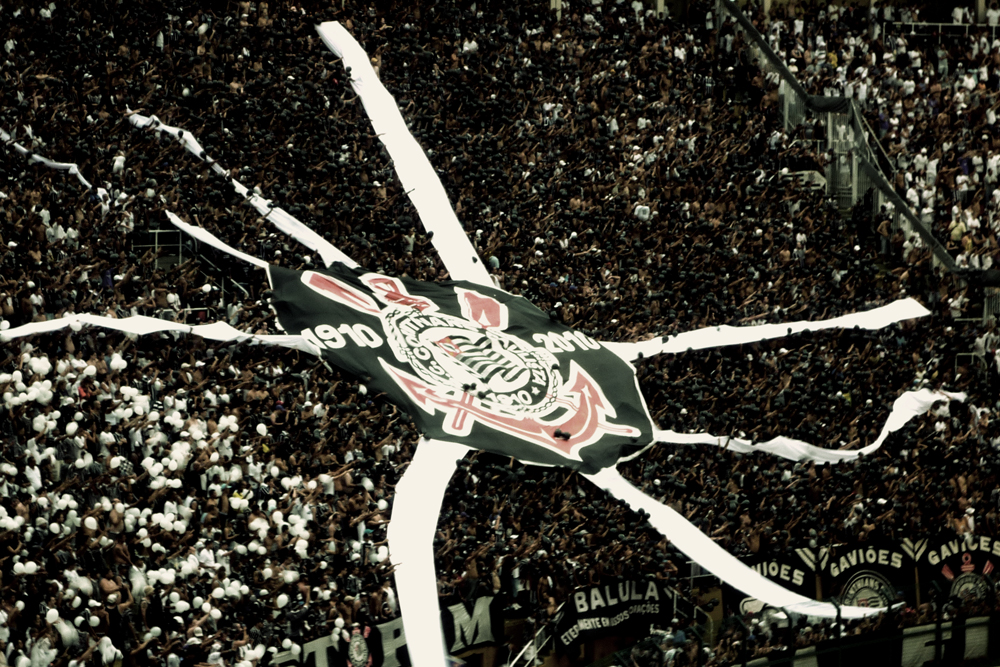
Torcida do Corinthians no Pacaembu.

A torcida do Corinthians é chamada carinhosamente de "Fiel". De acordo com uma série de institutos de pesquisas, como Ibope, Datafolha e Infomoney, além da Revista Placar, o Timão possui entre 29 e 41 milhões de torcedores(as) espalhados(as) pelo país, levando-se em conta, nas dadas pesquisas, brasileiros a partir de 10 ou 16 anos de idade, tendo a segunda maior torcida no Brasil, atrás nacionalmente somente do Flamengo. Todavia, pesquisas de abrangência nacional mais recentes apontam um forte crescimento da torcida corintiana nos últimos anos, reduzindo a distância em relação aos rubro-negros cariocas. Pelos dados do Datafolha, em 2014, que considera torcedores(as) a partir de 16 anos de idade (em um universo de 202,9 milhões de brasileiros), são 28,4 milhões de corintianos em todo o Brasil, sendo que na faixa de renda familiar mensal superior a 10 salários mínimos, o Corinthians lidera com 17,6% dos brasileiros(as), bem acima do Flamengo que possui 10,9% nesta faixa e o São Paulo que possui 9,2% da população mais rica. O crescimento alvinegro é percebido ao comparar a última pesquisa do Ibope, em 2010, que levava em conta torcedores com 10 anos ou mais e estimava 21,7 milhões de alvinegros espalhados pelo país.
Analisando-se desde a primeira pesquisa do Instituto Datafolha, realizada em 1993, até os dias atuais, chega-se à conclusão de que neste período a torcida corintiana foi a única que cresceu consideravelmente entre as equipes do Brasil. Em 1993, o instituto indicou que o Corinthians tinha 10% dos torcedores do país, com margem de erro de dois pontos para mais ou para menos. Ou seja, a equipe do Parque São Jorge teria entre 8% e 12% dos fãs. Já na última pesquisa, em 2014, o clube paulista aparece com 14% dos torcedores. Pela margem de erro, 12% ou 16%. Com esses números, o Corinthians foi o único time que conseguiu crescer acima da margem de erro em relação à primeira pesquisa. Em termos de comparação, o Flamengo tinha 17% em 1993 e 18% em 2014. Portanto, ficou dentro do margem de erro e não apresentou crescimento. Somente no Estado de São Paulo estão concentrados cerca de 15,6 milhões de corintianos, com isso, o time do Parque São Jorge supera o número de torcedores somados de São Paulo e Palmeiras (os seus dois maiores rivais). Outros 13 milhões de "fiéis" estão espalhados pelo resto do Brasil. Os corintianos lideram na região Sudeste. Em Minas Gerais, o "Timão" tem 900 mil torcedores e é a terceira maior torcida nesse Estado - atrás somente de Atlético-MG e Cruzeiro. No Sul do país, os corintianos só ficam atrás das torcidas de Grêmio e Internacional, inclusive no Rio Grande do Sul, onde conta com mais de 60 mil torcedores. No Paraná a presença é grande, estado no qual o Corinthians possui mais de 1,5 milhões de alvinegros.

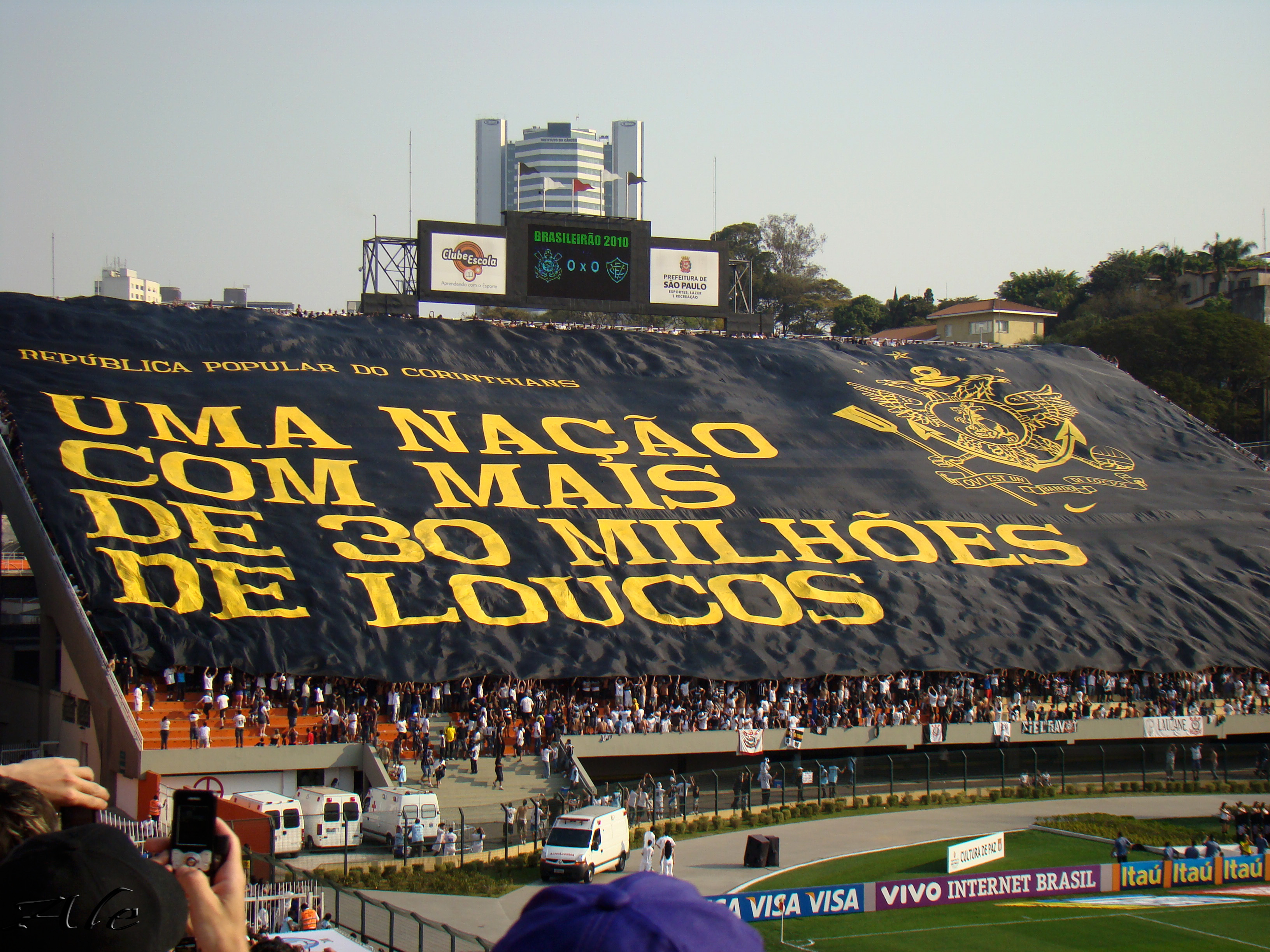
"Bando de Loucos", um dos apelidos da torcida corintiana.

Fora das regiões Sul/Sudeste, o Corinthians consolida-se como segundo time mais popular do país.
Na soma das regiões Centro-Oeste e Norte, os corintianos também ficam com o segundo posto de torcida mais popular. O mesmo acontece no Nordeste brasileiro. Os corintianos têm forte presença de torcedores em Estados como Pernambuco (segundo pesquisa o Ibope, são quase 700 mil torcedores, que só perdem para os dois times locais: Sport Recife e Santa Cruz; já o Datafolha coloca como a segunda maior torcida do Estado). Já no Ceará, o Timão tem mais de 700 mil torcedores e fica atrás de Fortaleza, Ceará e Flamengo. Na Bahia, o Corinthians conta com mais de 1,1 milhão de torcedores, sendo superado somente por Bahia, Vitória e Flamengo. No Distrito Federal o Timão possui 122 mil torcedores(as), sendo a terceira maior torcida. Já em Goiás, fica atrás apenas de Goiás e Flamengo.
Um dos momentos mais marcantes protagonizados por seus torcedores ocorreu em 1976, na semifinal do Campeonato Brasileiro daquele ano, quando dezenas de milhares de corintianos foram ao Rio de Janeiro para assistir ao jogo válido pelas semifinais do Brasileirão, contra o Fluminense, até então conhecido como "A Máquina Tricolor" devido a imensa qualidade de seu escrete, no Estádio do Maracanã. O acontecimento ficou registrado na história como a "Invasão Corintiana". Este também foi o maior público registrado em uma partida envolvendo o alvinegro no maior estádio do Brasil. Outro evento marcante que contou com forte apoio de torcedores corintianos foi o Mundial de Clubes da FIFA de 2012, quando mais de 40 mil "fiéis" foram acompanhar o clube em Yokohama, no Japão.
O recorde de público nos dois principais estádios do Estado de São Paulo, o Morumbi e o Pacaembu, foram registrados em partidas com a presença do Corinthians. No dia 9 de outubro de 1977, mais de 146 mil pessoas assistiram ao duelo entre Corinthians e Ponte Preta, o segundo das finais do Campeonato Paulista daquele ano, que encerraria o tabu do "Timão" de 23 anos sem títulos oficiais.[carece de fontes?] Pelo Campeonato Brasileiro, o maior público no estádio também é corintiano e a marca foi estabelecida em 6 de maio de 1984, no duelo entre Corinthians e Flamengo, válido pelas quartas-de-final da competição. No Pacaembu, o Corinthians reina soberano com nove dos dez maiores públicos da história do estádio.[carece de fontes?] O recorde de público do Pacaembu foi no clássico entre Corinthians e São Paulo, em 1942, que teve mais de 70 mil espectadores e contava com a estreia do astro Leônidas da Silva pelo time tricolor.

### Torcidas organizadas

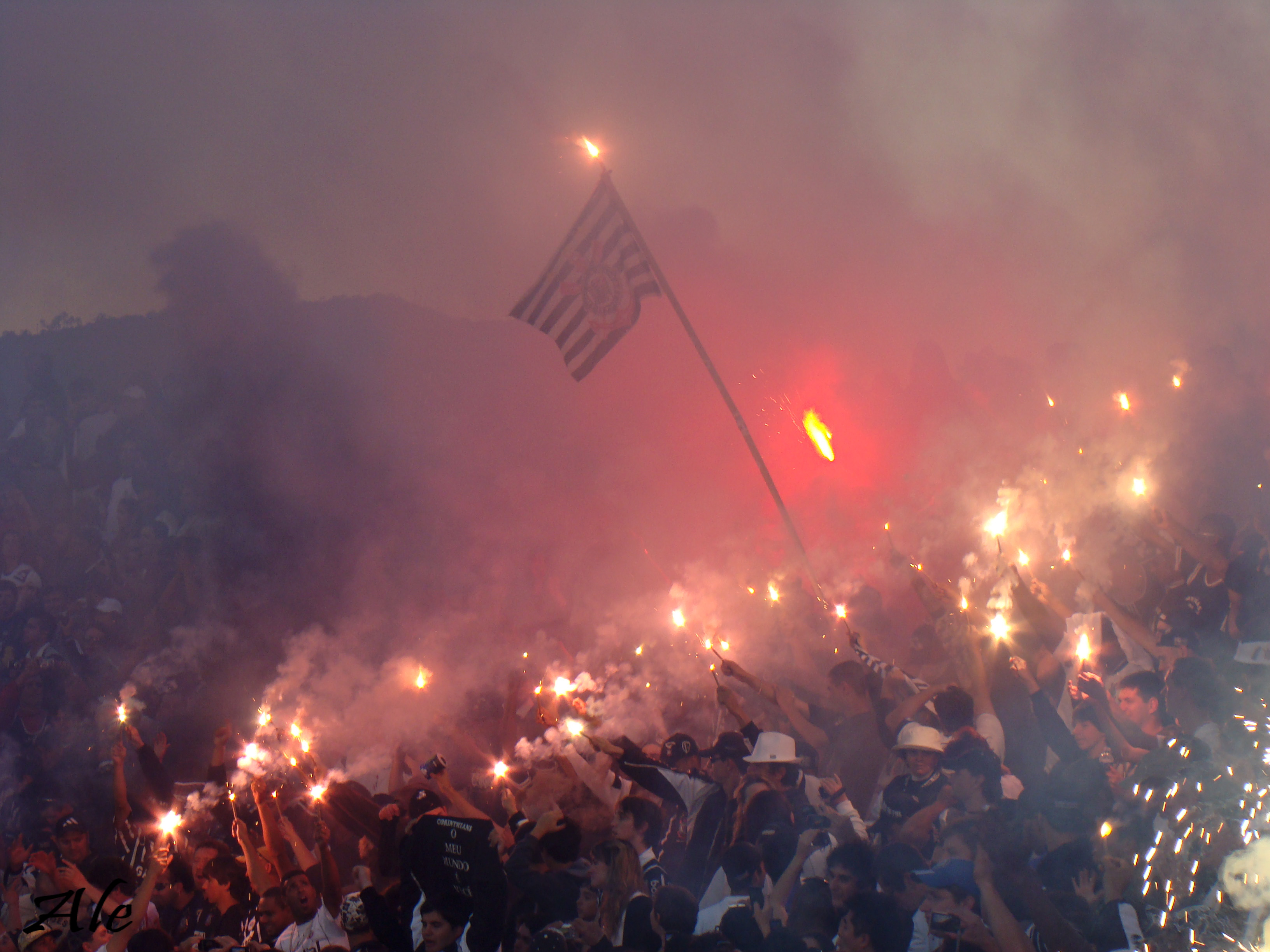
Torcida Organizada do Corinthians em Florianópolis, Santa Catarina.

O Corinthians tem como principais Torcidas Organizadas a Gaviões da Fiel, a Camisa 12, a Fiel Macabra, a Pavilhão 9 e a Estopim da Fiel. Fundada em 1969, a Gaviões da Fiel é a maior delas e possui mais de 100 mil sócios. Gaviões e Camisa 12 têm rivalidade histórica, pois a segunda nasceu de uma divisão entre diretores da primeira, dois anos depois da fundação dos Gaviões.
Fora do estádio, as organizadas têm participado efetivamente da vida político-administrativa do Corinthians, mesmo que por vezes de maneira um tanto radical. Um dos casos mais notórios desta participação ocorreu na queda de Alberto Dualib, na década de 2000, que estava há mais de 15 anos no poder corintiano. Outros episódios já incluíram pressão e até ameaças sobre jogadores, entre os quais hostilidades contra atletas e invasão do Parque São Jorge durante a reapresentação do time após a queda na Copa Libertadores da América de 2000, além de um protesto que culminou em agressões contra funcionários e ameaças a atletas em uma invasão ao CT Joaquim Grava em 2014.

### Majestoso

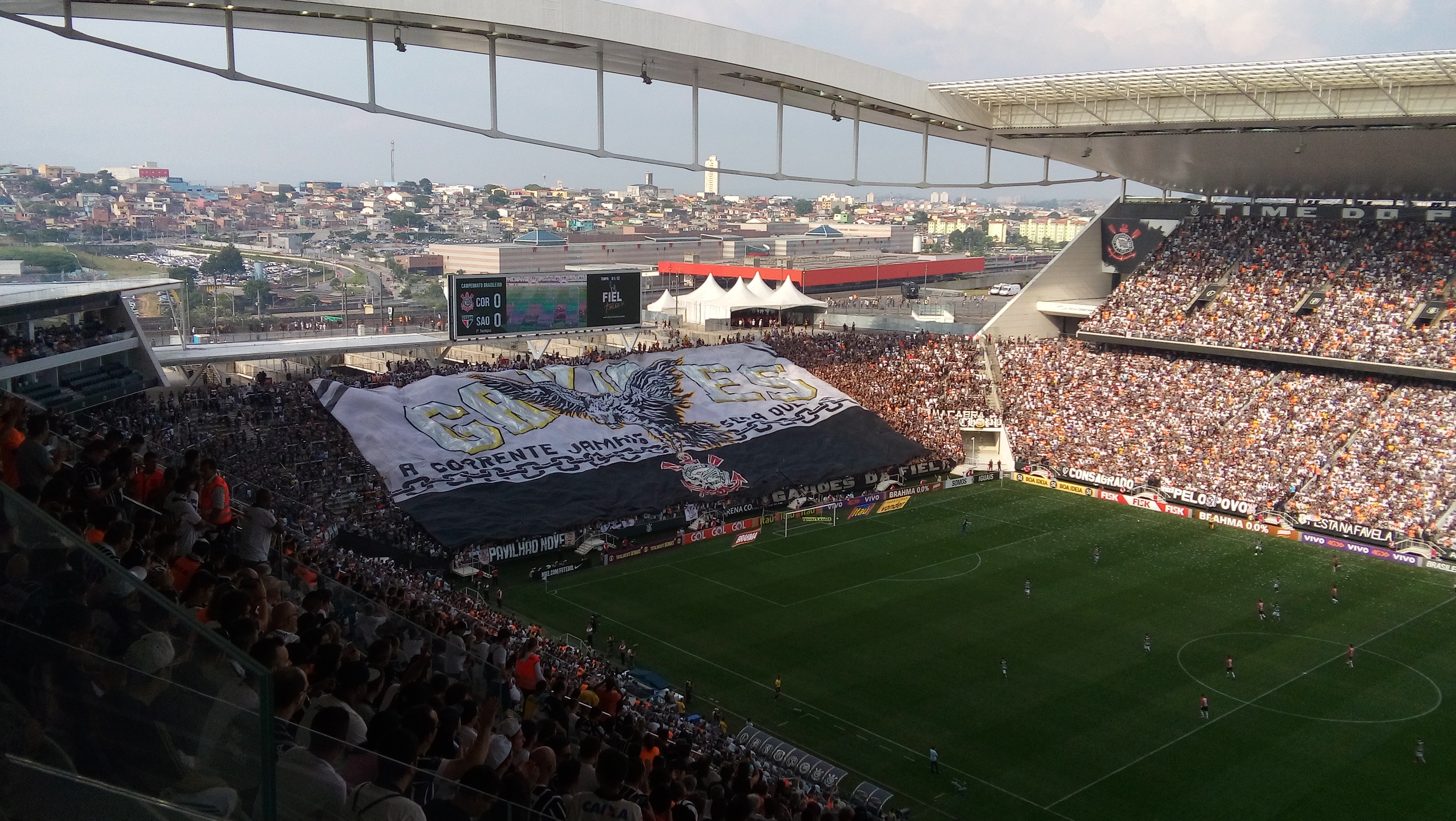
Majestoso 325 entre Corinthians e São Paulo na Arena Corinthians pelo Campeonato Brasileiro de 2015. Jogo válido pela 36º rodada com vitória do Corinthians por 6 a 1, com a entrega do troféu de campeão nacional

## Clássicos e rivalidades

### Derby paulista

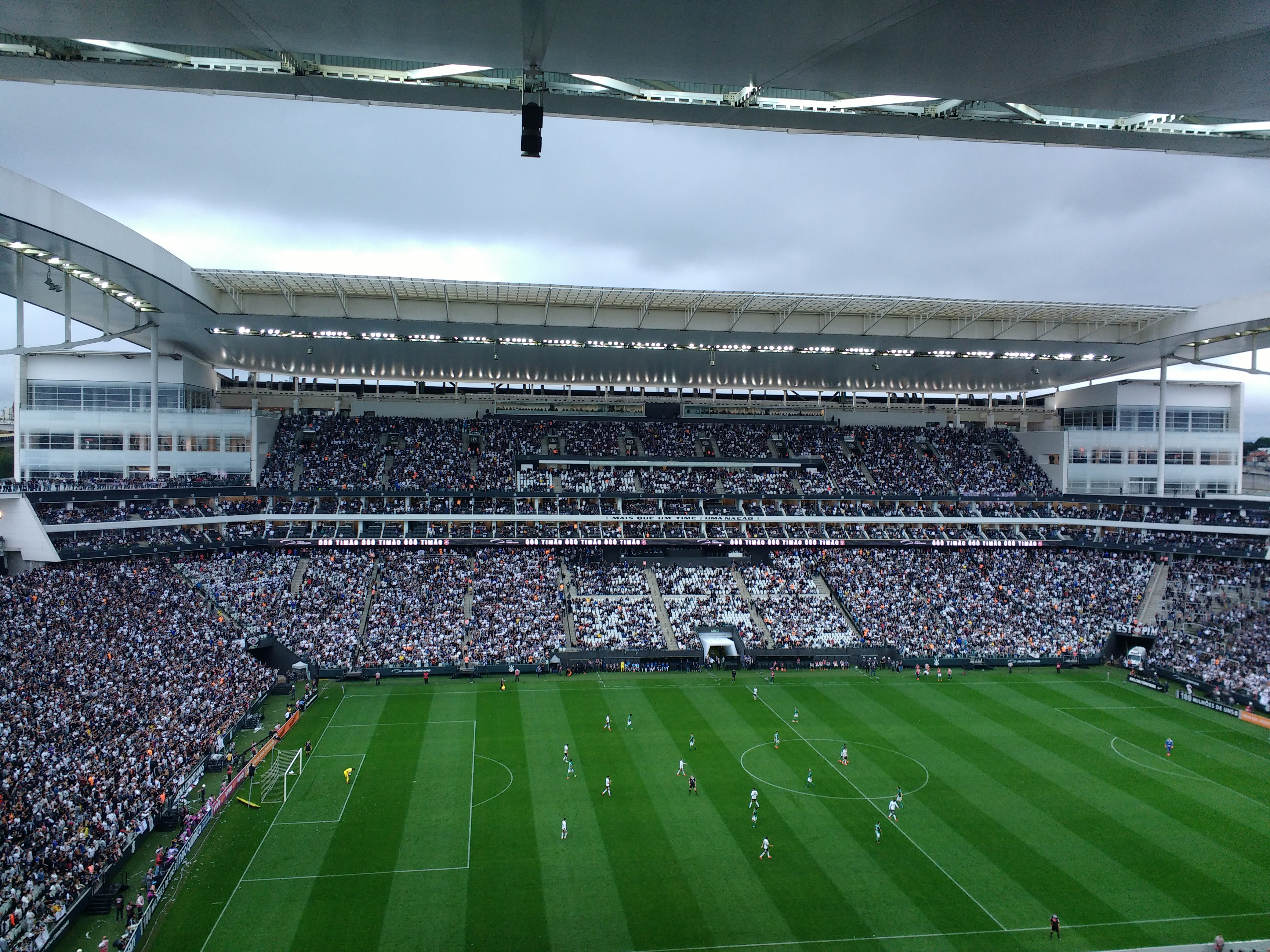
Derby 355 entre Corinthians e Palmeiras na Arena Corinthians pelo Campeonato Brasileiro de 2017. Partida válida pela 32° rodada vencida pelo Corinthians por 3 a 2

Derby Paulista ou Dérbi Paulista, também chamado simplesmente de Derby ou Dérbi, é o duelo centenário entre os clubes de futebol brasileiros Corinthians e Palmeiras, ambos do estado de São Paulo. É o clássico mais tradicional e de maior rivalidade entre dois clubes de futebol na cidade de São Paulo, já que reúne as agremiações paulistanas ainda na ativa mais antigas. Foi o jornalista Tomás Mazzoni quem batizou a rivalidade como O Derby, em referência à mais importante corrida de cavalo do mundo, o Derby de Epsom.
É uma das maiores rivalidades no futebol mundial: a CNN considera-o o nono maior clássico do mundo, o segundo das Américas e o único do Brasil a figurar entre as principais rivalidades mundiais. Já o site especializado Football Derbies colocou O Derby como até a 4ª maior rivalidade do mundo (e primeira brasileira), hoje figurando como 8ª em seu ranking mundial, enquanto a nacional revista Trivela classificou-o como segundo maior do Brasil.
Corinthians e Palmeiras já decidiram campeonatos estaduais (Campeonato Paulista), regionais (Rio-São Paulo), nacionais (Campeonato Brasileiro) e vaga para a final de competição continental (Libertadores), figurando como a rivalidade brasileira que mais decidiu vagas e campeonatos de grande porte nacionais e internacionais: nenhum outro derby decidiu tanto como Corinthians versus Palmeiras, no Brasil.

### Clássico alvinegro

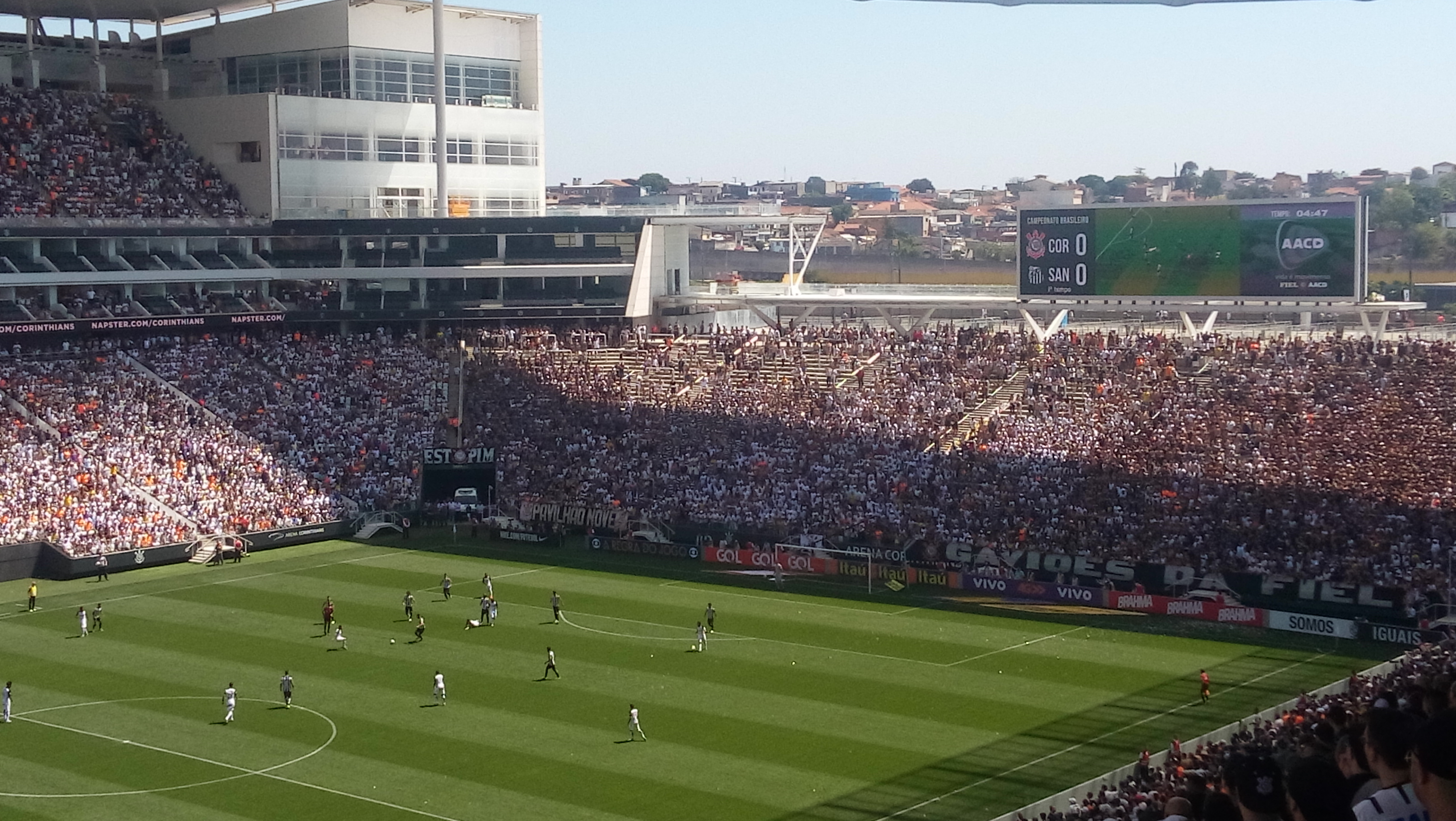
Clássico 321 entre Corinthians e Santos na Arena Corinthians pelo Campeonato Brasileiro de 2015. Partida válida pela 27º rodada vencida pelo Corinthians por 2 a 0

Clássico Alvinegro é, no futebol paulista, o jogo entre as equipes do: Sport Club Corinthians Paulista e Santos Futebol Clube. Esse apelido está relacionado com as cores das equipes, já que ambas vestem preto e branco, sendo conhecidos como: o Alvinegro do Parque São Jorge (Corinthians) e o Alvinegro da Vila Belmiro ou Alvinegro Praiano (Santos). Pode ser considerado como o maior clássico em todo futebol mundial entre equipes alvinegras, pois é o único que envolve dois clubes alvinegros que já foram campeões nacionais, continentais ou mundiais.
O fato mais marcante da história desta rivalidade são os "grandes tabus", longos períodos em que um clube ficou sem vencer o outro, e também as grandes goleadas que um infligiu ao outro durante toda história deste confronto. O mais lembrado entre eles é de fato o do Corinthians ter ficado 11 anos sem ganhar do Santos em Campeonatos Paulistas. Já o Santos ficou 7 anos (20 jogos) sem ganhar do Corinthians, considerando todos os campeonatos, sendo esse, o maior tabu da história do clássico. Entretanto, o último grande tabu do confronto foi favorável ao Santos (de 30 de Janeiro de 2002 até 13 de Outubro de 2005). Foram 11 partidas, com 9 vitórias santistas e 2 empates, por quase 4 anos.

## Títulos e honrarias

### Masculino
| HONRARIAS      | HONRARIAS                       | HONRARIAS | HONRARIAS |
| Coroas         | Competições                     | Títulos   | Temporadas |
| -------------- | ------------------------------- | --------- | --- |
|                | Tríplice Coroa Internacional    | 1         | 2013 |
| MUNDIAIS       |                                 |           | |
| Troféus        | Competições                     | Títulos   | Temporadas |
|                | Copa do Mundo de Clubes da FIFA | 2         | 2000 e 2012 |
| CONTINENTAIS   |                                 |           | |
| Troféus        | Competições                     | Títulos   | Temporadas |
|                | Copa Libertadores da América    | 1         | 2012 |
|                | Recopa Sul-Americana            | 1         | 2013 |
| NACIONAIS      |                                 |           | |
| Troféus        | Competições                     | Títulos   | Temporadas |
|                | Campeonato Brasileiro           | 7         | 1990, 1998, 1999, 2005, 2011, 2015 e 2017 |
|                | Copa do Brasil                  | 3         | 1995, 2002 e 2009 |
|                | Supercopa do Brasil             | 1         | 1991 |
|                | Campeonato Brasileiro - Série B | 1         | 2008 |
| INTERESTADUAIS |                                 |           | |
| Troféus        | Competições                     | Títulos   | Temporadas |
|                | Torneio Rio-São Paulo           | 5         | 1950, 1953, 1954, 1966 e 2002 |
| ESTADUAIS      |                                 |           | |
| Troféus        | Competições                     | Títulos   | Temporadas |
|                | Campeonato Paulista             | 31        | 1914, 1916, 1922, 1923, 1924, 1928, 1929, 1930, 1937, 1938, 1939, 1941, 1951, 1952, 1954, 1977, 1979, 1982, 1983, 1988, 1995, 1997, 1999, 2001, 2003, 2009, 2013, 2017, 2018, 2019 e 2025 |
| São Paulo      | Copa Paulista                   | 1         | 1962 |
| TOTAL          |                                 |           | |
| Escudo         | Conquistas                      | Títulos   | Categorias |
|                | Títulos oficiais                | 53        | 2 Mundiais, 2 Continentais, 12 Nacionais, 5 Interestaduais e 32 Estaduais |

 Campeão invicto

### Feminino
| HONRARIAS    | HONRARIAS                                  | HONRARIAS | HONRARIAS                                                                       |
|              | Competição                                 | Títulos   | Temporadas                                                                      |
| ------------ | ------------------------------------------ | --------- | ------------------------------------------------------------------------------- |
|              | Tríplice Coroa                             | 1         | 2021                                                                            |
|              | 7º Lugar - Ranking Mundial de Clubes IFFHS | 1         | Condecoração outorgada em 2022 pela IFFHS de março de 2021 a fevereiro de 2022. |
| CONTINENTAIS |                                            |           |                                                                                 |
|              | Competição                                 | Títulos   | Temporadas                                                                      |
|              | Copa Libertadores da América               | 5         | 2017, 2019, 2021, 2023 e 2024                                                   |
| NACIONAIS    |                                            |           |                                                                                 |
|              | Competição                                 | Títulos   | Temporadas                                                                      |
|              | Campeonato Brasileiro                      | 6         | 2018, 2020, 2021, 2022, 2023 e 2024                                             |
|              | Supercopa do Brasil                        | 3         | 2022, 2023 e 2024                                                               |
|              | Copa do Brasil                             | 1         | 2016                                                                            |
| ESTADUAIS    |                                            |           |                                                                                 |
|              | Competição                                 | Títulos   | Temporadas                                                                      |
|              | Campeonato Paulista                        | 4         | 2019, 2020, 2021 e 2023                                                         |
|              | Copa Paulista                              | 1         | 2022                                                                            |
| TOTAL        |                                            |           |                                                                                 |
|              | Competição                                 | Títulos   | Descrição                                                                       |
|              | Titulos Oficiais                           | 20        | 5 Continentais, 10 Nacionais e 5 Estaduais                                      |

## Estatísticas
No ano de 2012, o Corinthians terminou como o 2º melhor time do Brasil no ranking da CBF, o 3º da América do Sul no ranking da Conmebol e o 5º melhor time do mundo no ranking da IFFHS. No início do ano de 2013, o Timão ultrapassou o badalado Barcelona no ranking da IFFHS, chegando à 4ª posição (sua melhor colocação na história), além de ter assumido a 2ª posição na América do Sul no ranking da Conmebol. No ranking da Folha de S.Paulo, o Corinthians chegou à terceira colocação nacional em 2013.  Com o título do Campeonato Brasileiro 2015, o Corinthians assumiu a liderança no ranking da CBF, alcançando 14664 pontos.

### Participações
|  | Participações em 2023 |

| Competição           | Competição                   | Temporadas                    | Melhor campanha             | Estreia | Última | P | R |
| São Paulo            | Campeonato Paulista          | 109                           | Campeão (31 vezes)          | 1913    | 2025   |   | – |
| Brasil               | Campeonato Brasileiro        | 56                            | Campeão (7 vezes)           | 1967    | 2025   |   | 1 |
| Brasil               | Série B/Taça de Prata        | 2                             | Campeão (2008)              | 1982    | 2008   | 2 | – |
| Brasil               | Copa do Brasil               | 28                            | Campeão (1995, 2002 e 2009) | 1989    | 2024   |   |   |
| Brasil               | Supercopa do Brasil          | 1                             | Campeão (1991)              | 1991    | 1991   |   |   |
| Brasil               | Copa dos Campeões            | 2                             | Quartas de final (2001)     | 2001    | 2002   |   |   |
|                      | Copa Libertadores da América | 16                            | Campeão (2012)              | 1977    | 2025   |   |   |
| Copa Sul-Americana   | 9                            | Semifinal (2019, 2023 e 2024) | 2003                        | 2025    |        |   |   |
| Copa Mercosul        | 4                            | Semifinal (2001)              | 1998                        | 2001    |        |   |   |
| Recopa Sul-Americana | 1                            | Campeão (2013)                | 2013                        | 2013    |        |   |   |
|                      | Mundial de Clubes            | 2                             | Campeão (2000 e 2012)       | 2000    | 2012   |   |   |

### Campanhas de destaque
| Sport Club Corinthians Paulista | Sport Club Corinthians Paulista               | Sport Club Corinthians Paulista | Sport Club Corinthians Paulista | Sport Club Corinthians Paulista         |
| Torneio                         | Campeão                                       | Vice-campeão                    | Terceiro colocado               | Quarto colocado                         |
| ------------------------------- | --------------------------------------------- | ------------------------------- | ------------------------------- | --------------------------------------- |
| Mundial de Clubes da FIFA       | 2 (2000 e 2012)                               | 0 (não possui)                  | 0 (não possui)                  | 0 (não possui)                          |
| Copa Libertadores da América    | 1 (2012)                                      | 0 (não possui)                  | 0 (não possui)                  | 1 (2000)                                |
| Copa Sul-Americana              | 0 (não possui)                                | 0 (não possui)                  | 0 (não possui)                  | 2 (2019 e 2023)                         |
| Recopa Sul-Americana            | 1 (2013)                                      | 0 (não possui)                  | —                               | —                                       |
| Copa Conmebol                   | 0 (não possui)                                | 0 (não possui)                  | 1 (1994)                        | 0 (não possui)                          |
| Copa Mercosul                   | 0 (não possui)                                | 0 (não possui)                  | 1 (2001)                        | 0 (não possui)                          |
| Campeonato Brasileiro           | 7 (1990, 1998, 1999, 2005, 2011, 2015 e 2017) | 3 (1976, 1994 e 2002)           | 4 (1967, 1969, 1993 e 2010)     | 6 (1971, 1972, 1982, 1984, 2014 e 2022) |
| Copa do Brasil                  | 3 (1995, 2002 e 2009)                         | 4 (2001, 2008, 2018 e 2022)     | 2 (1997 e 2023)                 | 0 (não possui)                          |
| Supercopa do Brasil             | 1 (1991)                                      | 0 (não possui)                  | —                               | —                                       |
| Campeonato Brasileiro - Série B | 1 (2008)                                      | 0 (não possui)                  | 0 (não possui)                  | 0 (não possui)                          |
| X Torneio Rio-São Paulo         | 5 (1950, 1953, 1954, 1966 e 2002)             | 3 (1951, 1963 e 1993)           | 3 (1952, 1958 1960)             | 2 (1964 e 1965)                         |
| Campeonato Paulista             | 31 vezes (Última em 2025)                     | 21 vezes (Última em 2020)       | 25 vezes (Última em 2022)       | 11 vezes (Última em 1996)               |

### Retrospecto em competições oficiais
Retrospecto em competições oficiais de futebol.
 Última atualização: 28 de maio de 2021.
Torneios nacionais e regionais
| Competição                      | P   | T  | J     | V     | E   | D   | GP    | GC    |
| ------------------------------- | --- | -- | ----- | ----- | --- | --- | ----- | ----- |
| Campeonato Brasileiro Unificado | 52  | 7  | 1 458 | 626   | 430 | 402 | 1 949 | 1 521 |
| Copa do Brasil                  | 25  | 3  | 159   | 81    | 38  | 40  | 264   | 151   |
| Campeonato Paulista             | 107 | 30 | 2 604 | 1 461 | 643 | 500 | 5 260 | 2 798 |
| Torneio Rio-São Paulo           | 15  | 5  | 219   | 94    | 46  | 79  | 371   | 371   |

Torneios internacionais
| Competição                   | P  | T | J   | V  | E  | D  | GP  | GC  |
| ---------------------------- | -- | - | --- | -- | -- | -- | --- | --- |
| Mundial de Clubes da FIFA    | 2  | 2 | 6   | 4  | 2  | 0  | 8   | 2   |
| Copa Libertadores da América | 15 | 1 | 122 | 64 | 27 | 31 | 211 | 120 |
| Copa Sul-Americana           | 7  | 0 | 36  | 14 | 13 | 9  | 47  | 37  |
| Recopa Sul-Americana         | 1  | 1 | 2   | 2  | 0  | 0  | 4   | 1   |

 P Participações, T Títulos, J Jogos, V Vitórias, E Empates, D Derrotas, GP Gols Pró e GC Gols Contra

### Jogadores e treinadores
Maiores artilheiros da história do clube
Jogadores que mais marcaram com a camisa do Corinthians.
Jogadores que mais vestiram a camisa do clube
Jogadores que mais vezes atuaram com a camisa do Corinthians.
| Mais Jogos                                   |     |
| -------------------------------------------- | --- |
| 1. Wladimir (1972–1985 / 1987)               | 806 |
| 2. Cássio (2012–2024)                        | 712 |
| 3. Luizinho (1948–1962 / 1964–1967 / 1996)   | 607 |
| 4. Ronaldo (1988–1998)                       | 602 |
| 5. Zé Maria (1970–1983)                      | 598 |
| 6. Biro-Biro (1978–1988)                     | 589 |
| 7. Fagner (2006–2007 / 2014–2024)            | 578 |
| 8. Cláudio (1945–1957); Vaguinho (1971–1981) | 551 |
| 9. Olavo (1952–1961)                         | 507 |
| 10. Rivellino (1964–1974)                    | 475 |

Treinadores que mais comandaram jogos
Os dez técnicos corintianos que mais comandaram jogos da equipe principal.

(Última atualização em 4 de fevereiro de 2024)
| \| Mais Jogos \| \| \| ------------------------------------------------------------------------- \| --- \| \| 1. Oswaldo Brandão (1954–1957 / 1964–1966 / 1968 / 1974–1978 / 1980–1981) \| 435 \| \| 2. Tite (2004–2005 / 2010–2013 / 2015–2016) \| 378 \| \| 3. Mano Menezes (2008–2010 / 2014 / 2023–2024) \| 267 \| \| 4. Amílcar Barbuy (1915–1920 / 1934–1935 / 1937 / 1943) \| 239 \| \| 5. Rato (1937 / 1942–1943 / 1951–1954) \| 227 \| \| 6. Nelsinho Baptista (1990–1991 / 1992–1993 / 1996–1997 / 2007) \| 192 \| \| 7. Fábio Carille (2017–2018 / 2019) \| 184 \| \| 8. Armando Del Debbio (1939–1942 / 1947–1948 / 1963) \| 178 \| \| 9. Vanderlei Luxemburgo (1998 / 2001 / 2023) \| 172 \| \| 10. Jorge Vieira (1979–1980 / 1983–1984 / 1986–1987) \| 146 \| |     |
| Mais Jogos |     |
| 1. Oswaldo Brandão (1954–1957 / 1964–1966 / 1968 / 1974–1978 / 1980–1981) | 435 |
| 2. Tite (2004–2005 / 2010–2013 / 2015–2016) | 378 |
| 3. Mano Menezes (2008–2010 / 2014 / 2023–2024) | 267 |
| 4. Amílcar Barbuy (1915–1920 / 1934–1935 / 1937 / 1943) | 239 |
| 5. Rato (1937 / 1942–1943 / 1951–1954) | 227 |
| 6. Nelsinho Baptista (1990–1991 / 1992–1993 / 1996–1997 / 2007) | 192 |
| 7. Fábio Carille (2017–2018 / 2019) | 184 |
| 8. Armando Del Debbio (1939–1942 / 1947–1948 / 1963) | 178 |
| 9. Vanderlei Luxemburgo (1998 / 2001 / 2023) | 172 |
| 10. Jorge Vieira (1979–1980 / 1983–1984 / 1986–1987) | 146 |

Maiores ídolos
Lista com os maiores ídolos da história do Sport Club Corinthians Paulista.
Legenda:
| Em negrito, jogadores já falecidos. Jogadores revelados pelo Sport Club Corinthians Paulista Jogadores que, no mundo, só jogaram pelo Sport Club Corinthians Paulista Jogadores que, no Brasil, só jogaram pelo Sport Club Corinthians Paulista Jogadores que, no estado de São Paulo, só jogaram pelo Sport Club Corinthians Paulista |

Elenco atual
 Última atualização: 30 de abril de 2025.

## Outras modalidades esportivas

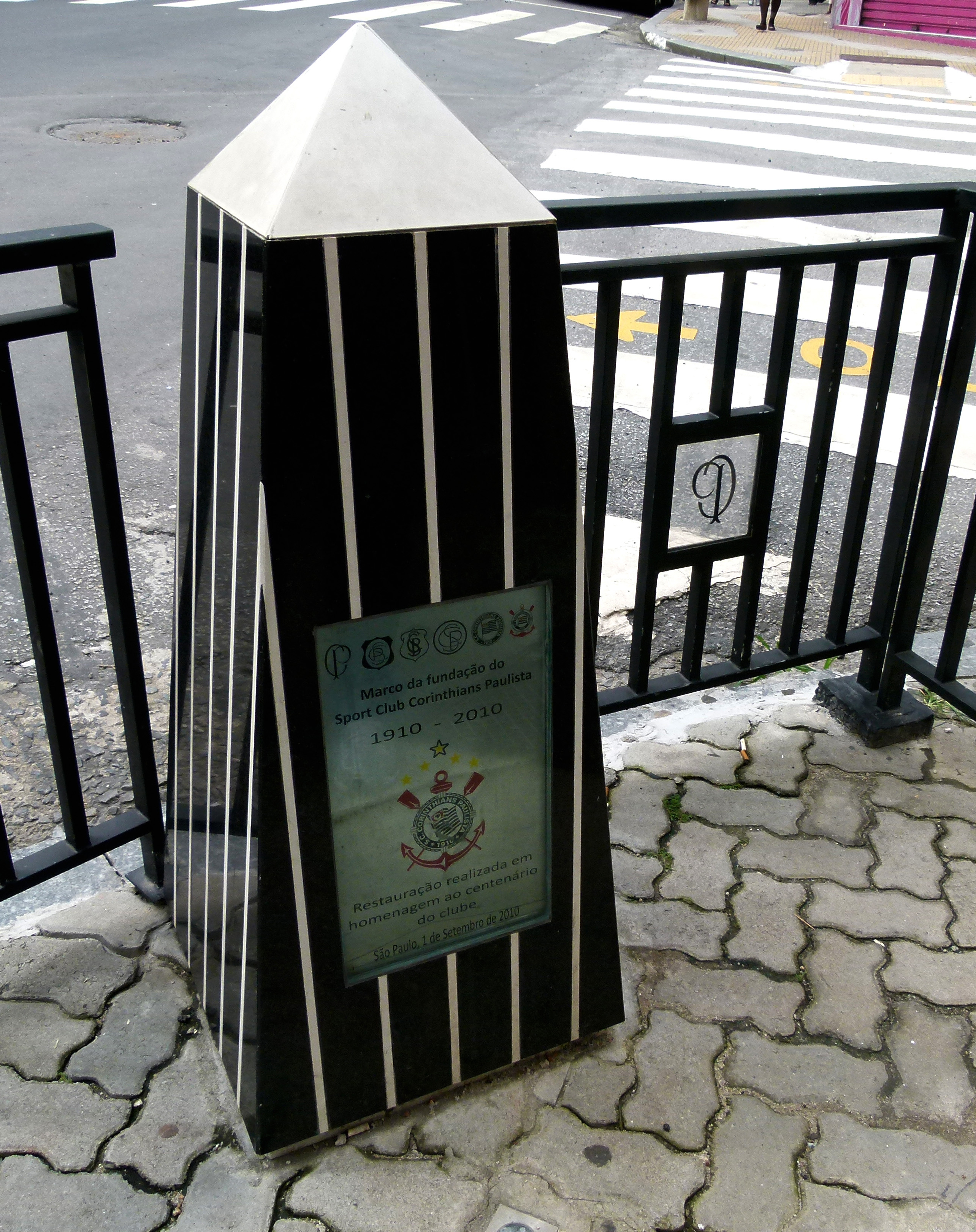
Marco da fundação do clube, no bairro do Bom Retiro, em São Paulo.

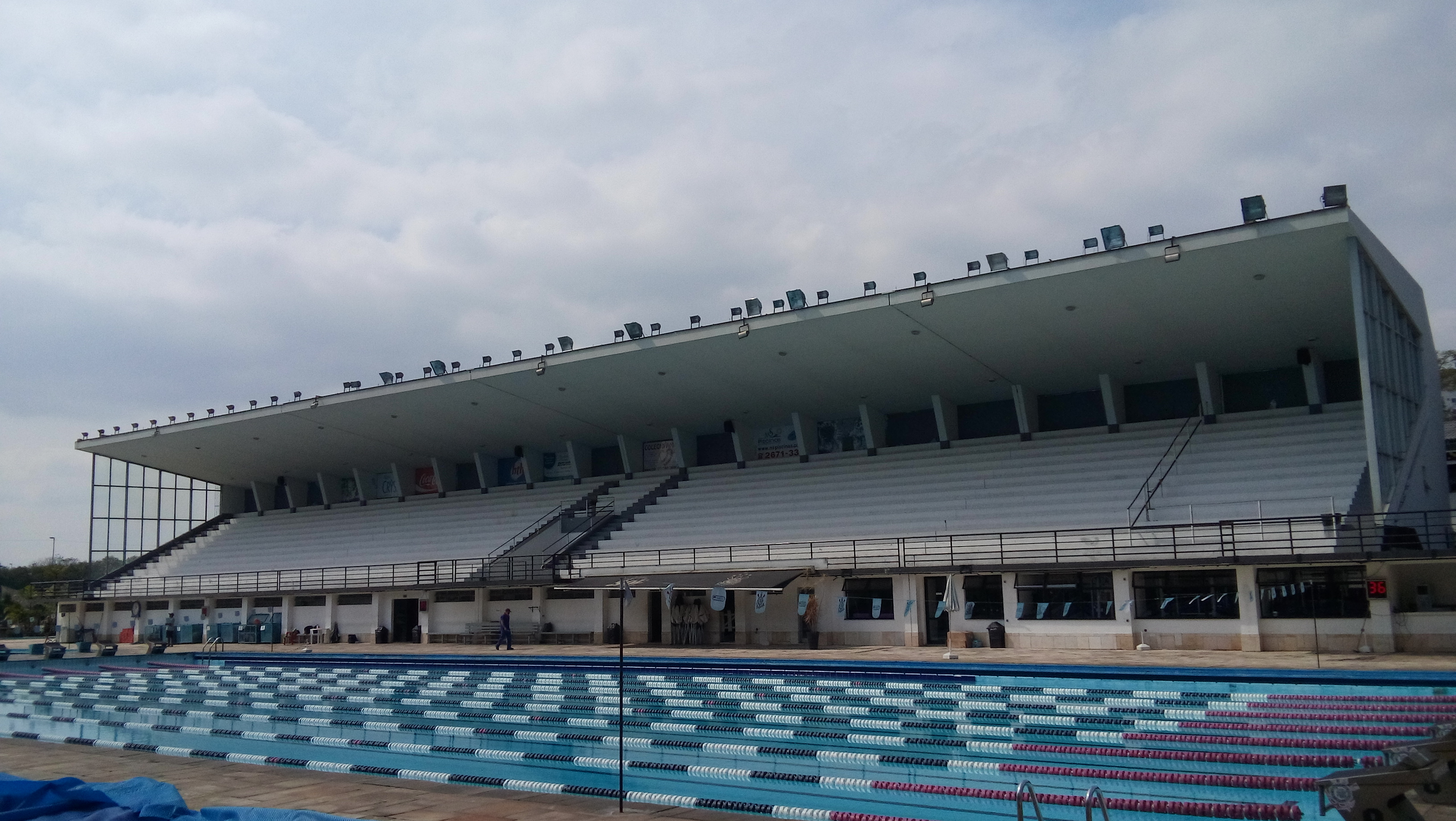
Conjunto Aquático Mário Xavier no PSJ

Além do futebol, o Corinthians possuiu, ao longo de sua história, equipes em várias modalidades esportivas. O primeiro título da história do clube não veio do futebol, mas sim do pedestrianismo. Batista Boni, João Collina e André Lepre venceram o troféu Unione Vigiatore Italiani (União dos Viajantes Italianos), oferecido pela colônia italiana no Brasil, em uma corrida de revezamento de dez quilômetros no Palestra Itália. A competição foi vencida pela equipe formada pelos corintianos.

### Natação
A natação do Corinthians teve início por volta de 1926, sendo praticada no rio Tietê. Na 1960, época em que o futebol da equipe amargava um jejum de títulos importantes, a natação alcançava a maior quantidade de conquistas, vencendo quatro Troféus Brasil de Natação (atual Troféu Maria Lenk), além de competições estaduais.[carece de fontes?]

### Basquete
Masculino

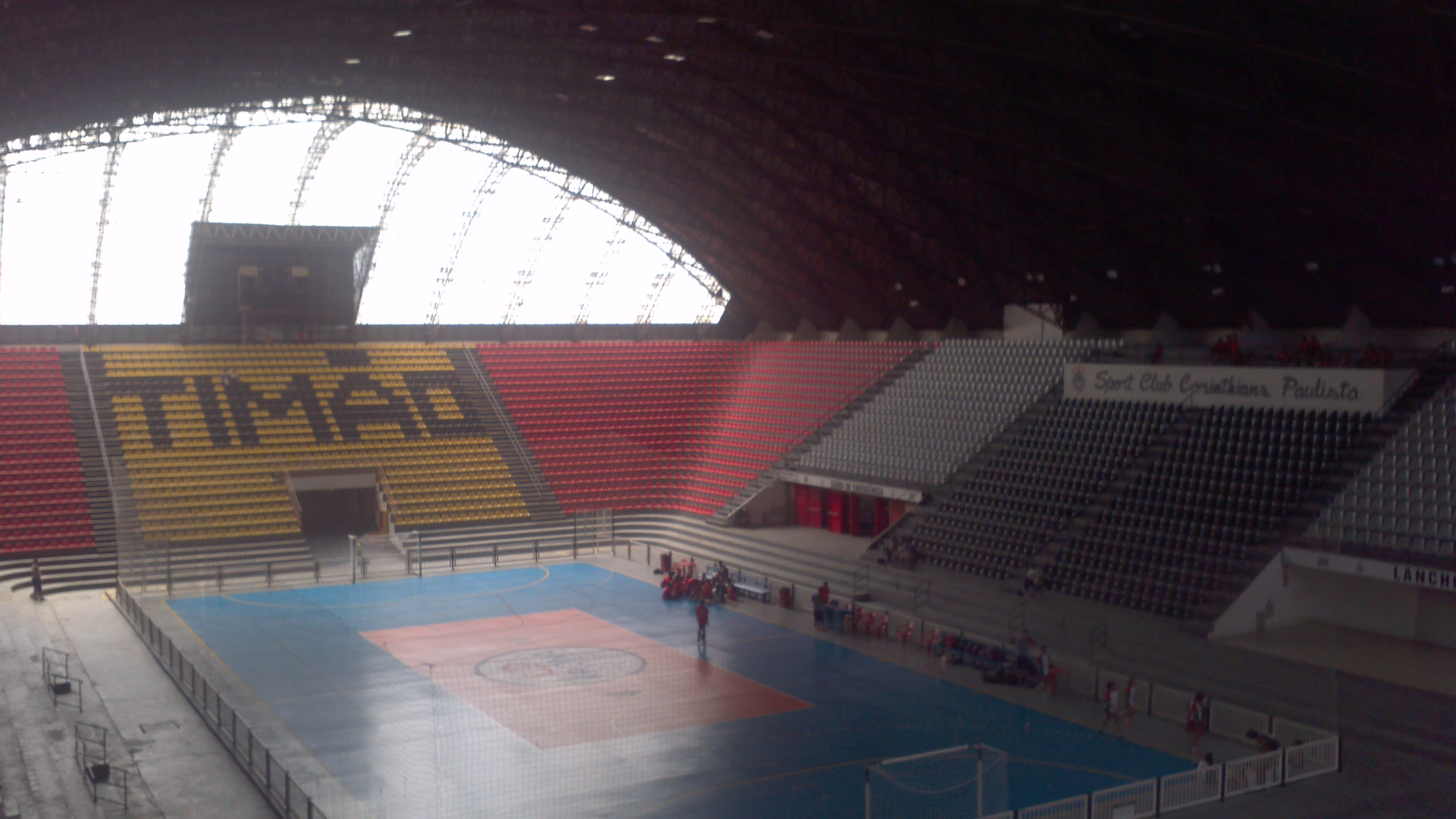
Ginásio Principal, localizado no Parque São Jorge

A primeira equipe de basquetebol corintiana foi montada em 1928, desde então, o clube angariou tradição no esporte dentro do país, tendo conquistado diversos títulos estaduais, metropolitanos, além de quatro nacionais. No auge do basquete do clube, na década de 1960, a equipe do Parque São Jorge faturou o bicampeonato sul-americano e um vice-campeonato mundial. O Corinthians contou ainda com grandes nomes da história da Seleção Brasileira Masculina, como Wlamir Marques, Rosa Branca, Ubiratan, Amaury e Oscar Schmidt. Durante 16 anos, o departamento de basquete profissional ficou desativado, com o clube competindo somente nas categorias de base. No fim de 2017, o Corinthians reativou a equipe adulta, objetivando chegar ao NBB. Atingiu seu objetivo ao conquistar a Liga Ouro de 2018, batendo na decisão o São José por 3 a 1.
Feminino
Em 2015, o Corinthians fez uma parceria com o então bicampeão da Liga de Basquete Feminino, Americana, que passou a se chamar Corinthians/Americana. A parceria Corinthians-Americana chegou ao fim em 2017. O basquete feminino foi reativado em 2024 e, nesse mesmo ano, conquistou a Copa São Paulo de Basquete Feminino.
Em 20 de agosto de 2018, no intervalo de uma partida da equipe masculina, o Corinthians apresentou à torcida a sua equipe feminina de Basquetebol 3x3. As atletas apresentadas foram Milena Santos, Luana Ariescha, Evelyn Larissa, Sassá, Fabiete Castor e Julia Carvalho, sendo esta última a jogadora número 1 do ranking brasileiro na ocasião. Em seu primeiro ano, foi campeão invicto dos Jogos Abertos do Interior e da Copa do Brasil de Basquetebol 3x3 Feminino.

### Remo
O remo é um dos esportes mais tradicionais do Corinthians, tendo sido implantado oficialmente no ano de 1933, sob presidência de Alfredo Schurig. Na ocasião, o escudo do clube sofreu alterações, com o acréscimo de um par de remos e da âncora, que aparecem no distintivo até hoje, foi acrescentada também uma bóia ao redor do escudo, posteriormente substituída por uma corda. O clube adquiriu 10 barcos de classe usados, do Clube Esperia, e deu início a uma brilhante campanha com inúmeras vitórias e conquistas. Em 1972, foi inaugurada a Raia Olímpica da Cidade Universitária, e o clube criou seu segundo pólo para desenvolver essa modalidade esportiva, aproveitando a nova estrutura, com sua extensa área para treinamento aeróbico e barco escolar. As compras de remergômetros (equipamento que simula o movimento dos remadores, auxilia na preparação física e tomada de tempo para competições nacionais e internacionais), 11 barcos e 56 remos de fibra de carbono vindos da Argentina e dos Estados Unidos, aumentaram a chance competitiva do esporte alvinegro. Atualmente a frota de barcos é de 60 unidades, além da lancha para treinamentos.

### Futsal
O Corinthians possui grande tradição no futsal paulista, tendo sido a equipe masculina campeã estadual 9 vezes e campeã metropolitana em 8 oportunidades. O time masculino também se sagrou campeão por duas vezes da Taça Brasil de Futsal.Em 2016 se sagrou campeão da Liga Futsal.

### Handebol
O Corinthians montou sua primeira equipe de handebol na década de 1970. Em 1972, o clube tornou-se o primeiro campeão paulista na modalidade feminina, três anos depois, foi a vez da equipe masculina erguer a taça do Campeonato Paulista. No entanto, com o passar dos anos, o clube deixou de investir no esporte e se desligou da Federação Paulista de Handebol. O Corinthians voltou a valorizar o handebol na década de 2000, com a restituição do departamento de handebol feminino e a refiliação à Federação Paulista de Handebol. E embora não tenha atuado na categoria principal do Campeonato Paulista,o clube realiza trabalho nas categorias de base.

### Futebol Americano

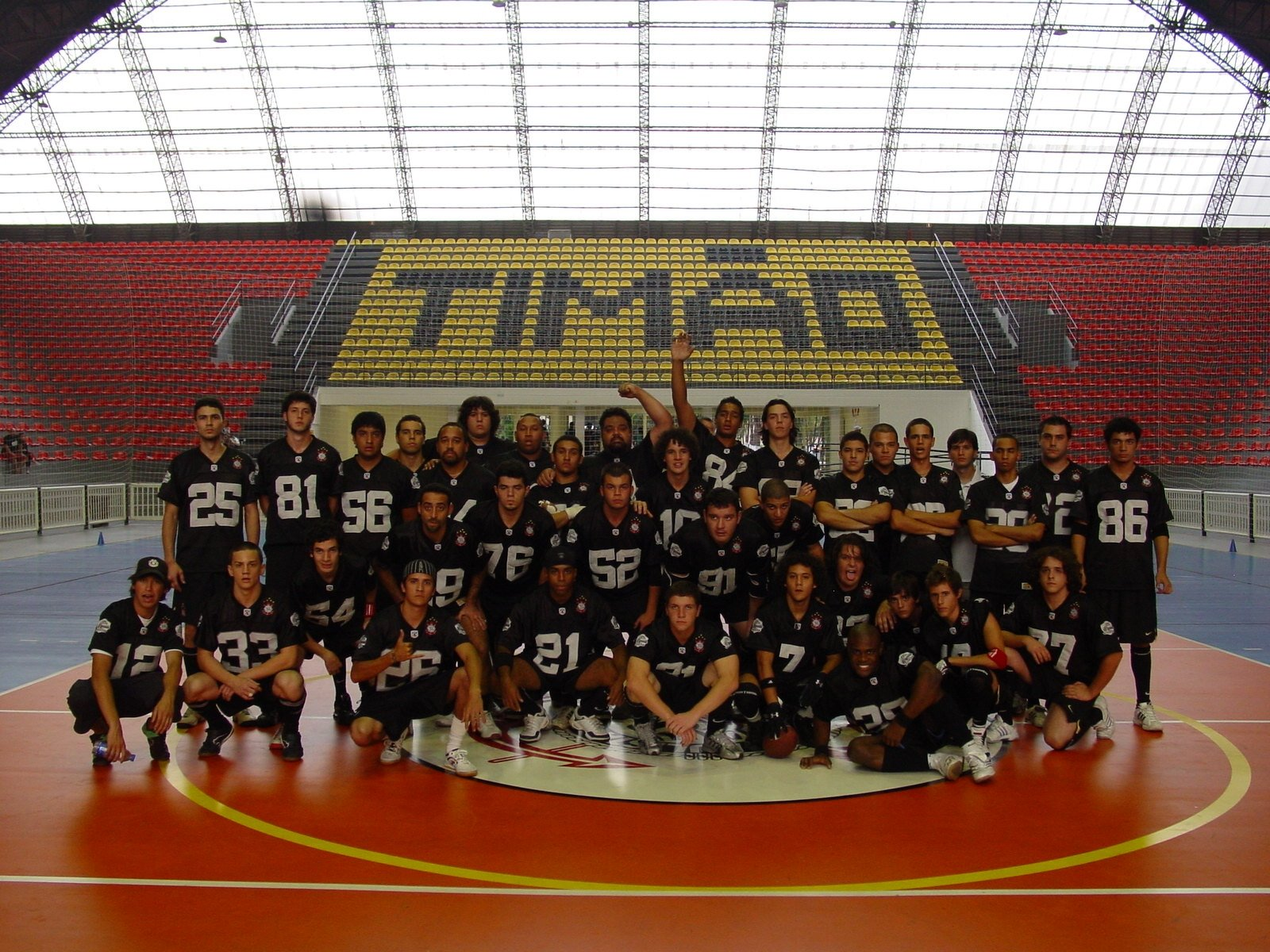
Equipe do Corinthians Steamrollers.

O Corinthians Steamrollers é o time de futebol americano do clube, teve início com uma parceria com a Associação Esportiva Steamrollers em 2008. Desde então, a equipe se firmou como uma das principais do país. Entre seus jogadores, o Corinthians Steamrollers contou com o ex-ator Alexandre Frota.

### Futebol de praia
O Corinthians criou a sua equipe de futebol de praia em 2010, ano do centenário do clube. Na primeira edição do Campeonato Brasileiro da modalidade, o time sagrou-se campeão.

### MMA
O projeto de MMA do Corinthians foi iniciado em 2011, em parceria com Anderson Silva (campeão dos pesos-médios do Ultimate Fighting Championship.) Além de um centro de treinamento para a prática da modalidade, localizado no Parque São Jorge, o clube conta com um time de lutadores, entre os quais Júnior Cigano.
Contratado do Corinthians desde agosto de 2011, Anderson Silva rompeu seu contrato com o clube dois anos depois.

### Rugby
Em 2012, o clube criou a sua primeira equipe adulta masculina de Rugby sevens (modalidade com sete jogadores).

### Vôlei
O projeto de Voleibol do Corinthians foi iniciado em 2017, em parceria com a Prefeitura de Guarulhos.

## Na cultura popular

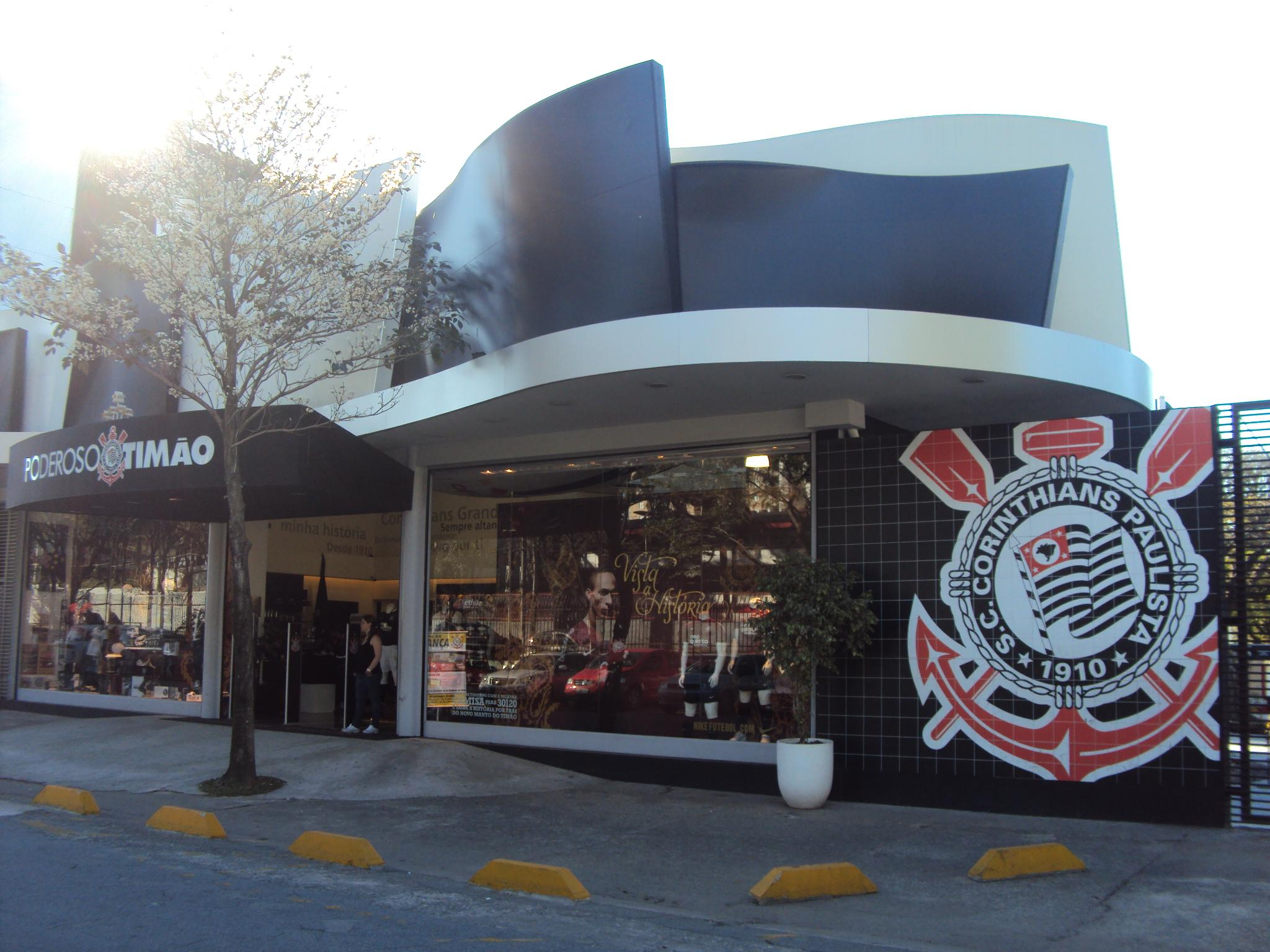
Loja oficial Poderoso Timão no Parque São Jorge

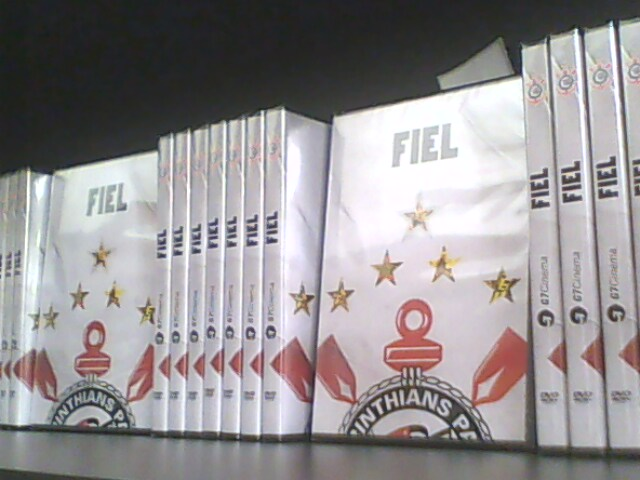
Longametragem "Fiel - O Filme" nas prateleiras da loja "Poderoso Timão".

A importância do Corinthians faz-se presente também em registros culturais no cinema, na música e na literatura.

### Filmes
No cinema, Amácio Mazzaropi homenageou o fiel torcedor com o filme "O Corintiano", de 1966. No século XXI, houve lançamento de documentários importantes sobre o clube. Em 2009 foram lançados "Fiel - O Filme", documentário que retrata a queda e a ascensão do clube, da Série B para a Série A do Campeonato Brasileiro, sob a ótica de seus torcedores, e "23 anos em 7 segundos – O fim do jejum corinthiano", documentário que reconstrói o fim dos 23 anos de jejum de títulos importantes do alvinegro. Em 2010, ano do centenário do clube, foi lançado "Todo Poderoso: o Filme — 100 Anos de Timão", um documentário com farto material sobre a história do Corinthians. Em 2011, foi lançado o documentário de curta metragem "Ser Campeão é Detalhe - Democracia Corinthiana", sobre a Democracia Corintiana. Em 2014, foi lançado Libertados, documentário que conta a conquista inédita e invicta da Copa Libertadores da América de 2012.

### Canções
Há dezenas de canções que homenageiam o Corinthians como: "Corintiá" de Gilberto Gil, "Amor Branco e Preto" de Rita Lee e Arnaldo Baptista, "Bandeira do Timão" de Elzo Augusto, conhecida pela voz de Germano Mathias, "Gol de Baltazar" pela voz de Elza Laranjeira, "Corinthians do Meu Coração" de Toquinho, "Moda do Corintiano" de Rolando Boldrin, "Corintía, Meu Amor é o Timão" de Adoniran Barbosa e Juvenal Fernandes, "Homenagem Rubro-Negra" de Jorge Ben, conhecida também como "Joga Corinthians" e popularizada na voz de Wilson Simonal, "Quebra de Tabu" de Tião Carreiro e Pardinho, "Melô do Corinthians" de Ndee Naldinho, "Corinthians, Campeão do Centenário" na voz de Jamelão, "Samba do Corinthians" e "Transplante Corintiano" ambas de Sílvio Santos, "Meus 20 anos Ai, Corinthians!" de Paulinho Nogueira, "O Corinthians dando olé" de Caju & Castanha, "Corintiano" de Oswaldinho do Acordeon, "Corinthians e Palmeiras" nas vozes de Lourenço e Lourival, "O Grito da Fiel" na voz de Márcio José, "Nação Corinthiana" de Carlinhos Vergueiro, "Festa Corintiana" de Simone Guimarães e Sócrates, "Garra Corintiana" de Branca di Neve, "IV Centenário" de Alfredo Borba, conhecida na voz de Orlando Ribeiro, "Sou Corinthians" de Rappin Hood e Negra Li. Negra Li também gravou a canção "Sou Fiel", tema do documentário Fiel - O Filme, composta por Rita Lee e Carlos Rennó.[carece de fontes?]

### Livros
Há ainda uma série de livros sobre o clube, entre os quais, "Corinthians: É Preto no Branco", de Washington Olivetto e Nirlando Beirão, "Corinthians: Paixão e Glória", de Juca Kfouri, "Corinthians - 100 Anos de Paixão" de Marco Piovan e Newton Cesar, "Corinthians : o Time da Fiel" de Orlando Duarte e João Bosco Tureta, "Timão 100 Anos" e "Os Dez Mais do Corinthians" ambos de Celso Unzelte. Na literatura de ficção, destaca-se o conto "Corinthians (2) vs. (1) Palestra", presente no livro Brás, Bexiga e Barra Funda, de Antônio de Alcântara Machado.